# 淮海战役
是第二次国共内战中的“三大战役”之一，由中國人民解放軍進攻中華民國國軍徐州剿匪總司令部防區。由1948年11月6日开始，1949年1月10日结束，歷時66天。是第二次国共内战時期，解放軍华东野战军、中原野战军在以徐州為中心，東起海州，西迄商丘，北起臨城（今棗莊市薛城），南達淮河的廣大地區，对國軍一次战略性进攻戰役:2517。戰役历时65天，解放軍殲滅國軍5个兵团和1個綏靖區部隊，計22个军56个师，共55.5万人（其中俘虏32万余人，毙伤17万余人，投降3.5万余人，改編2.8万人；国军将领被俘124人，阵亡6人，投降22人，叛變8人。被消灭国军统计中还不包括溃散和逃亡人数），此外還击退由蚌埠方面屢次北援之第六、八兩個兵團:2518。

## 战役准备

### 解放军方面
經過兩年作戰，解放軍總兵力已由戰爭開始時120餘萬人發展到280萬人，同國軍總兵力對比從1比3.4變為1比1.3，其中正規軍對比為1比1.32:263。解放區面積擴大到235萬平方公里，約佔全中國總面積25%，人口1億6,800萬，佔全中國總人口35.3%，大部分地區完成土地改革，農民群眾生產空前積極:263。1948年9月8日，中共中央政治局會議在西柏坡中央機關小食堂正式召開:266，毛澤東稱：「我們的戰略方針是打倒國民黨，戰略任務是軍隊向前進，生產長一寸，加強紀律性，由游擊戰爭過渡到正規戰爭，建軍五百萬，殲敵正規軍五百個旅，五年左右根本上打倒國民黨。」:263華東戰場，华东野战军於9月16日发起济南战役，全殲國軍10萬餘人:268。濟南戰役即將結束時，華東野戰軍前委召開會議，研究下一步作戰行動:268。华东野战军代司令員兼代政治委员粟裕根據會議討論情況，於9月24日晨致電中央軍委，提出集中華東野戰軍主力舉行淮海戰役之建議；9月25日晚，中央軍委和毛澤東覆電粟裕表示同意:268。時稱「淮海战役」，是準備奪取兩淮（淮阴、淮安）、海州，打通山東與蘇北之聯繫，為下一步在徐州、浦口線上之作戰創造有利條件，不是後來發展成為南線戰略決戰之淮海战役:268。中共中央軍委同意他們建議，並決定由華東和中原2個野戰軍共同擔任作戰任務，還於1948年10月11日制定《关于淮海战役的作战方针》:256。同日，中央軍委和毛澤東又電示中原野戰軍採取有力行動牽制國軍華中剿匪總司令部總司令白崇禧集團，戰略配合華東野戰軍作戰：駐鄭州國軍第十六兵團司令官孫元良部3個師現將東進，望劉伯承、陳毅、鄧小平立即迅速部署攻擊鄭州、徐州線，鉗制孫元良兵團；得手後以一部向東，威逼開封，吸引國軍第四綏靖區司令官劉汝明部和孫元良兵團一部西顧，以減輕華東野戰軍之壓力:238。
1948年10月18日，劉伯承、陳毅、鄧小平下達鄭州戰役命令，10月20日鄧小平和陳毅等乘車從寶豐皂角樹村出發，當晚趕到禹縣縣城，指揮部隊進攻鄭州:268。10月21日各部隊包圍鄭州；10月22日鄭州國軍棄城北撤，同日中原野戰軍佔領鄭州:268-269。後陳毅、鄧小平率中原野戰軍主力4個縱隊東進，劉伯承、鄧子恢率中原野戰軍2個縱隊、陝南軍區第12旅及江漢、桐柏兩軍區主力將國軍張淦、黃維兵團引向平漢路西大洪山與桐柏山區:269。10月22日晚，鄧和陳毅當晚趕到鄭州，住大同路原國軍鄭州綏靖公署，立即指揮部隊東進開封，國軍棄城，第二天直取開封:269。10月22日，毛澤東致電陳毅、鄧小平：在攻取鄭州勝利後，以一部或大部向東行動，協同華東野戰軍第3縱隊、兩廣縱隊，不但牽制孫元良、劉汝明全部，而且可能牽制邱清泉、李彌一部；以主力於邱清泉、李彌兩兵團大量東援之際，舉行徐州、蚌埠線作戰，「相機攻取宿縣、蚌埠，堅決徹底乾淨全部地破毁津浦路，使敵交通斷絕，陷劉峙全軍於孤立地位。」:118-119
10月24日，陳毅、鄧小平致電中央軍委提出東進作戰3個方案：一是，華東野戰軍發起戰鬥後，乘邱清泉兵團東進、而黃維第十二兵團又較遠離時，集中中原野戰軍主力及華東野戰軍第3縱隊、兩廣縱隊抓住孫元良兵團而殲擊之；二是，如孫元良兵團不好打，則以6日行程於11月9、10日左右進至徐州至蚌埠一線，執行中央軍委原定任務；三是，中原野戰軍主力進至商丘地區時，如黃維兵團2個師孤軍東進，張淦第三兵團沒有尾進，則殲擊該兵團一二個師；中原野戰軍主力應位於河南商丘西南機動:271。10月25日，中央軍委和毛澤東覆電陳毅、鄧小平：中原野戰軍主力不要去商丘附近，應從現地取捷徑到蒙城集中，休息數日，然後直取蚌埠，並準備渡淮河南進，佔領蚌埠、浦口段鐵路，控制淮河以南、長江以北、淮南鐵路以東、運河以西廣大地區，吸引敵人來攻:125。當日，鄧小平和陳毅致電中央軍委提出：「挺進淮南，非到萬分必要以不採取為好。……以力求殲滅孫元良為第一要著。如打不好，則向宿蚌線進攻。」:271-27210月26日、10月27日，中央軍委兩次致電華東野戰軍和中原野戰軍，表示同意鄧小平和陳毅建議，中原野戰軍主力不出淮南，而由鄭州地區東進徐蚌線以西地區:272。
同时，中共中央军委令中原野战军配合华东野战军，牵制部署在徐州以西国军。
中原野戰軍主力進至商丘東南地區時，中央軍委11月5日致電陳毅、鄧小平，提出中原野戰軍主力在宿蚌地區作戰之兩個設想：一是，以華東野戰軍第3縱隊、兩廣縱隊攻擊碭山附近之劉汝明部，吸引位於碭山、徐州間及豐縣地區之邱清泉兵團一部西援，中原野戰軍主力到永城後不停留繼續東進，包圍宿縣，然後看情況或攻佔宿縣，或敵援甚快則打援敵；二是，以一部破擊徐蚌路，以主力打蒙城，「得手後大破宿蚌路」:171-172。解放军华东野战军16个纵队，中原野戰軍7个纵队和华东军区、中原军区以及华北军区所属冀鲁豫军区之地方武装，共60餘萬人，在由鄧小平、劉伯承、陳毅、粟裕、譚震林組成之總前委領導下，遵照中共中央和毛澤東之指示，於1948年11月6日發起此役:2517。
据1948年12月31日粟裕向中共中央做的华东野战军两个月的综合报告：「战前部队组织概况。各纵人数与中野比起来是较充实的，但由于重装备较多，且在战争第二年度及第三年度连续作战，伤亡较大，兵员仍不充实。在战役之前,各纵包括前后方官兵全部在内，计：一纵25,055人，二纵26,045人,三纵27,245人，四纵23,665人，六纵26,011人，七纵29,010人，八纵26,874人，九纵31,091人，十纵29,728人，苏北十一纵25,029人，十二纵13,086人，十三纵26,877人，渤纵19,185人，鲁中南纵14,045人，广纵5,515人，特纵11,164人，（中野）十一纵（王张）15,659人。每纵除去炮兵团，教导团，纵直通信、侦察、警卫营，以及后勤机关和三个师直属队共约万人，因此每纵团以下的战斗人员（还要除去团、营、连各级勤务人员）则为数不多，在连续作战中每经过一个战斗之后，即须编并连队，否则即无法连续作战。而编并连队需要政治动员（甲连不愿并入乙连）与组织调整，往往又为战机所限，难于立即实行，如不编并则又难继续作战。」

### 国军方面
1948年9月下旬，山東省城济南失守，成為雙方優劣態勢轉變的分水嶺:295。
10月以后，徐州剿匪總司令部开始收缩兵力，国军集结4个兵团（第二、第十三、第七、第十六兵团）和4个绥靖区（第三、第四、第一、第九绥靖区）部队25个军，共约60万人，以徐州为中心，利用津浦铁路及陇海铁路，组成东起海州、西迄商丘、北起临城、南达蚌埠之“一点两线”防御阵线，加强防守中原和华东地区，采取战略守势。連同從華中增援之一個兵團及由東北撤回之兩個軍，共80萬人:2517。
10月30日，蒋介石见东北廖耀湘兵團全軍覆沒，瀋陽已甚混亂，危在旦夕，即飛返南京，拟定“徐蚌会战计划”:8。
南京國防部舉行作戰會議，把“守江必守淮”構想提出討論，當經決定徐州剿匪總司令部方面，以一至兩個軍堅守徐州，所有隴海鐵路上次要城市，一律放棄:303。把所有兵力，集中於徐州、蚌埠間之津浦鐵路兩側地區，實施攻勢防禦，守淮（河）保（長）江，拱衛（南）京、滬（上海）:303。同時抽調華中剿匪總司令部序列之第十二兵團，迅速向徐州方面開進，加強中原戰場兵力:303。此一構想呈奉蔣核定後，參謀總長顧祝同即於11月3日，帶同作戰廳廳長郭汝瑰，前往徐州，召集剿匪總司令部所屬之高級將領，舉行會議，研討具體實施辦法:303。在會議上，第七兵團司令官黃百韜曾說了一番痛切話：「陳毅主力（七個縱隊）業已由魯西、南南下，將會合其在蘇北三個縱隊，夾擊我兵團。劉伯承部將從西南方向，牽制剿總各主力兵團，使不能應援我。如此擊破我兵團後，再循序逐次各個擊破其各兵團。」:303-304
在郭汝瑰影响下，蒋屢次變更作戰方案，放棄坚守蚌埠，在徐州外围作戰，增加了國軍在移動中被分割围歼的機會（而这个方案最终未实施）。淮海戰役開始前，邱清泉在徐州花園飯店參加會議，說這個部署將重蹈項羽當年在垓下的覆轍。
10月30日，白崇禧由漢口飛回南京，當天看起來還有信心，第二天忽然拒絕接受統一指揮權。白崇禧發現徐州剿總早已把國軍主力幾個兵團部署在以徐州為中心的隴海鐵路及津浦鐵路線上，各一字排開，徐州平原無險可據，開戰迫在眉睫，要重新調动幾十萬大軍已無可能。
蒋一时无信任人选可派，于是以刘峙来指挥这场战役。
在徐州剿匪總司令部開會同時，東北戰事已接近尾聲:307。最高統帥曾派人前往葫蘆島，給杜聿明下達手函，指示新訂徐蚌會戰要旨：集中兵力於淮河南岸蚌埠東西地區，佔領陣地，以攻勢防禦擊退解放軍之攻擊，相機轉為攻勢，予以殲滅:307。要杜聿明即到蚌埠指揮，並徵求杜聿明對此案之意見:307。當時杜聿明即行肅函回覆：對於這一在蚌埠集結決戰之計劃，完全同意:307。但他在葫蘆島指揮國軍撤退工作，尚未完成，不能立即南行:307。請飭劉峙總司令迅速按此計劃實施，否則有被解放軍牽制，無法撤退之慮:307。

## 战役背景

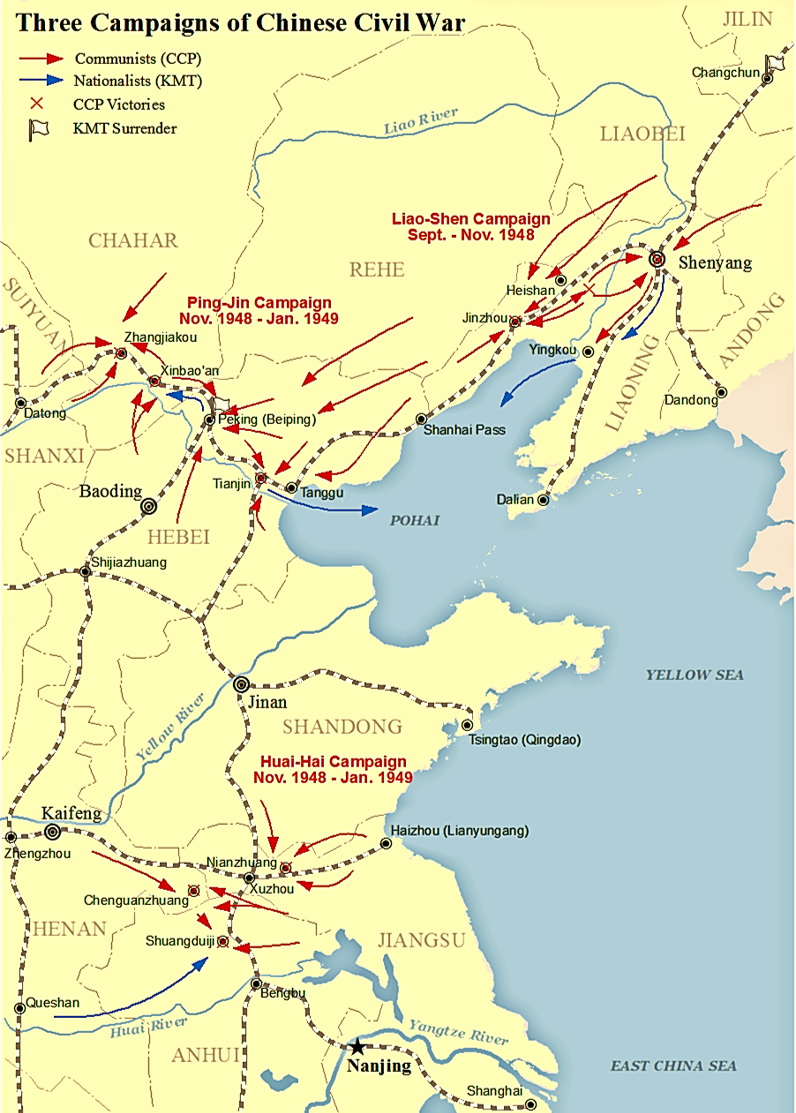
三大戰役，南方的為淮海戰役

### 高估濟南戰役解放軍的損失
为了扩张战果，为以后南下作战创造条件，粟裕9月24日致电中央军委建议举行淮海战役，战役目标为攻占淮阴县、淮安县（两淮）及海州、连云港，所以称为淮海战役：“建议即进行淮海战役。该战役可分为两个阶段：第一阶段以苏北兵团（须加强一个纵队）攻占两淮，并乘胜收复宝应、高邮，而以全军主力位于宿迁至运河车站沿线两岸，以歼灭可能来援之敌。如敌不援或被阻，而改经浦口、长江，自扬州北援，则我于两淮作战结束前后，即进行战役第二步，以三个纵队攻占海州、连云港，结束淮海战役，尔后全军转入休整。”

### 中央軍委決議殲滅國軍一支主力軍
9月25日毛泽东两次复电粟裕：“敬七時電悉。望你们召集許、譚、王及其他到會之幹部，開一次討論行動的會議，以最後斟酌的意見電告我們審查。」:347下午7時，毛澤東又為中央軍委起草致饒漱石、粟裕並告許世友、譚震林、王建安、劉伯承、陳毅、李達電：「我們認為舉行淮海战役，甚為必要。目前不需要大休整，待淮海战役後再進行一次休整。淮海战役可於十月十號左右開始行動。你們應利用目前半月時間，使攻濟部隊獲得短時休息，然後留一個縱隊位於魯西南，起牽制作用，吳化文亦應移至魯西南，其餘全部南下，準備進行幾個作戰：㈠估計不久邱兵團將退回商、碭地區，黃兵團將回至新安鎮、運河車站地區，你們第一個作第一个作战应以歼灭黄兵团于新安、运河之线为目标；㈡殲滅兩淮、高、寶地區之敵為第二個作戰；㈢殲滅海州、連雲港、灌雲地區之敵為第三個作戰。進行這三個作戰是一個大戰役。”:347-3489月28日，關於淮海戰役的發起時間及改造吳化文部的政策問題，毛澤東為中共中央軍委起草致饒潄石、粟裕、譚震林並告劉伯承、陳毅、华东局電：“黃兵團調回新安鎮業已證實。你們淮海战役第一個作戰並且是最主要的作戰，是鉗制邱、李兩兵團，殲滅黃兵團。……戰役時間包括打黃兵團，打東海，打兩淮在內，須有一個月至一個半月。……為顧到攻濟兵團的休補，淮海战役出動時間，似須推遲至酉哿（即十月二十日）左右。”:348-349毛澤東要求华东野战军于10月10日左右开始行动，要粟裕“召集许（世友）谭（震林）王（建安）及其他可能到会之干部开一次讨论行动问题的会议，以最后斟酌的意见电告我们审查”，“开一次像上月曲阜会议那样的干部会，统一作战意志，调整内部关系”，并“将徐（州）海（州）铁路线上及沂河区、峄（县）台（儿庄）区、东海灌云连云港区、两淮区之敌情电告”。针对华野领导的乐观态度，毛泽东9月28日对华野的指示电：“这一战役必比济南战役规模要大，比睢杞战役的规模也可能要大。”
10月11日，毛泽东为中央军委起草《关于淮海战役的作战方针》致饒漱石、粟裕、譚震林並告華東局，中原局电：㈠淮海战役「第一階段的重心，是集中兵力殲滅黃百韜兵團，完成中間突破，占領新安鎮、運河車站、曹八集、嶧縣、臨城、韓莊、沭陽、邳縣、郯城、台兒莊、臨沂等地……大體如同九月間攻濟打援的部署……力爭在戰役開始後兩星期至三星期內結束」；㈡「第二階段，以大約五個縱隊，攻殲海州、新浦、連雲港、灌雲地區之敵，並占領各城……此階段亦須爭取兩個至三個星期內完結」；㈢「第三階段可設想在兩淮方面作戰……三個階段大概共須有一個半月至兩個月的時間」；㈣「淮海战役的結果，將是開辟了蘇北戰場，山東蘇北打成一片，邱李兩兵團固守徐蚌一線及其周圍，使我難於殲擊。此時，你們仍應分為東西兩兵團。以大約五個縱隊組成東兵團，在蘇北蘇中作戰。以其餘主力為西兵團，出豫皖兩省，協同劉鄧，攻取荷澤、開封、鄭州、確山、信陽、南陽、淮河流域及大別山各城」；㈤「你們以十一、十二月兩月完成淮海战役。明年一月休整。二月西兵團轉移，三至七月同劉鄧協力作戰，將敵打至江邊各點固守。秋季你們主力大約可以舉行渡江作戰。」:356-357同日，毛澤東為中共中央軍委起草致劉伯承、陳毅、鄧小平、李達電：「蔣令孫元良三個師東進，你們應即速部署以攻擊鄭徐線殲敵一部之方法牽制孫兵團，否則孫兵團加至徐州方面，將極大妨礙華野的新作戰。」:357
10月12日，劉伯承、陳毅、鄧小平致電中共中央軍委：敵孫元良兵團之六十九師已於昨十一日由鄭州東運，「我們遵令決定以陳錫聯率一、三、九縱攻殲鄭州之敵，預定十八日開始戰鬥。以陳、謝率四縱十八日到襄城，並繼續移靠攻鄭部隊，加強攻鄭後備力量，並準備打援」:359。10月13日，毛澤東為中共中央軍委起草覆劉伯承、陳毅、鄧小平、鄧子恢、李達並告饒漱石、粟裕、譚震林電：十二日電悉；「白令黃維、張淦由確山、遂平線向唐河賒旗線前進，這樣就給你們南北兩區作戰以必要的時間，望令陳錫聯、陳賡率一、三、四、九縱全力按你們所規定之時間攻擊鄭州，並部署阻援及打援，只要鄭州攻克，你們在北面就取得了主動，就可迫使孫元良兵團回顧開封，或留在開封、徐州線而不能再東進。」:359-360
10月13日，劉伯承、陳毅、鄧小平致電中共中央軍委：我們原定十八日夜開始進攻鄭州，但現在孫元良兵團僅調民權附近，杜聿明兵團集結商丘周圍，在我攻鄭後三四日孫兵團即可趕到，杜兵團亦可尾來，如此，則我攻城未下，打援無力；因此，「我們考慮擬將攻鄭時間推遲在淮海作戰開始前五日開始動作」:360。10月14日，毛澤東為中共中央軍委起草覆劉伯承、陳毅、鄧小平並告饒漱石、粟裕、譚震林電：元酉電悉；據息，敵邱清泉、孫元良兩兵團將向魯西南舉行防禦性的進攻，真如此，則對淮海、鄭州兩地作戰有利；因此決定「劉陳鄧主力攻鄭作戰應推遲時間，一、三、四、九縱原地休息待命……粟譚主力本月不動，加緊完成淮海战役一切準備工作」:360。
10月14日，劉伯承、陳毅、鄧小平巳時致電中共中央軍委，提出「在我華野推遲攻勢至二十八日發動不再變更的條件下，我決心以陳錫聯集團於二十日開始圍攻鄭州，陳、謝率部跟進加入作戰」:361。10月15日，毛澤東為中共中央軍委起草覆劉伯承、陳毅、鄧小平等電：「寒巳電電悉。華野南進時間推遲，黃維、張淦亦未急進，邱、孫可能由汴、徐向北，你們攻鄭宜略推遲，各縱現地待命為宜」:360-361。
10月15日，毛澤東為中共中央軍委起草致饒漱石、粟裕、譚震林電，指出：「關于對付馮部及側擊徐州援敵之兵力，我們認為除以一個強力縱隊襲占運河車站，控制該段運河由正面阻援外，必須使用五個縱隊攻占臨、棗、嶧、台及其以南地區……不要使用五個縱隊全部圍馮打馮，而應至少使用兩個縱隊擔負超越馮部南下阻敵之任務，否則就不能有效阻止援敵取得時間。」:361同日，毛澤東為中共中央軍委起草致饒漱石、粟裕、譚震林并告劉伯承、陳毅、鄧小平電：據所獲情報，邱清泉、孫元良兩兵團向魯西南進攻計劃業已證實，其出動時間估計在十月二十日左右，月底可能占領金鄉、魚台、城武、單縣、曹縣、定陶、菏澤，甚至鄆城、巨野一帶，其目的是阻塞你們出汴徐線道路，「在此種情況下，你們淮海戰役計劃不但不應變更，而且給你們以極大便利”，“望將九、廣兩縱開至兗、濟地區，以主力控制運河擔任防守，以一部協同魯西南地方兵團在金、魚、城地區應付該敵……其餘全部速作準備，按照我們所提意見首先集結臨沂、鄒縣之線，待邱、孫進至相當位置之際，即齊頭南進舉行淮海戰役。……劉、陳、鄧攻擊鄭州時機，應待邱、孫向北深入再行決定，不可過早。」:361-362

### 华野召开曲阜会议整顿军队纪律
早在济南战役即将结束时，1948年9月22日毛泽东就致电各野战军，计划“华野此次战役须有一时期休整，那时拟请陈毅同志回至该部帮助粟裕对内部关系加以调整。”但因邓小平赴中央开会，此时在中原局、中原军区和中原野战军工作，但仍兼任华野司令员兼政委的陈毅代理主持中原局工作，无法成行。9月25日，毛泽东电复粟裕，同意筹划此役时，“开一次像上月曲阜会议那样的干部会，统一作战意志，调整内部关系”。9月25日，华东局书记兼华东军区政委饶漱石刚从中央开完“中共中央政治局九月会议”、抵达华野司令部驻地传达中央会议精神。9月27日，毛泽东致电饶漱石：“到华野前委后，可帮助工作一个时期”，即替代陈毅“帮助粟裕对内部关系加以调整”。9月27日，中央发出指示，要求“华野前委，山东兵团前委，苏北兵团前委均应利用目前两星期时间，根据中央历次指示，检讨自己及所属的某些无纪律无政府状态问题，并将结果电告”，同时要求华野前委复电解释为何此前“未按时间向军委做综合报告，亦未声明请准延缓或免做”。9月28日，毛泽东电华野前委作出安排：“你们召集全军师以上干部在曲阜开一次大会，很有必要……为使你们的会议开得好一些，时间可以有七天到十天，而将执行淮海战役的时间推迟到十月十五日以后”“师长以上干部到会的曲阜会议似宜推迟数日举行，以便攻济兵团各纵、师能在会议以前稍加整理”。9月30日，在河南宝丰县代理中原局工作的陈毅对华野前委扩大会议致电饶漱石、粟裕等人并报毛泽东，对即将召开的华野前委扩大会议提出了三点建议。10月1日，粟裕与饶漱石确定了第二次曲阜会议的议程：
1. 饶漱石作报告并传达中央关于反无政府无纪律倾向的决定；
2. 分组研究编制、战术、后勤工作；
3. 下一步作战（淮海战役）方案和部署。

10月5日至24日，华野前委在曲阜孔庙奎文阁召开师以上干部参加的扩大会议。参加会议的有华野前委负责人和全体委员、山东兵团、苏北兵团的负责同志、华野全军所属十四个步兵纵队（缺苏北十一纵）的纵、师两级负责人及特纵、渤纵、鲁纵的负责人，还有华野所属各机关部门的主要负责人，以及华东局负责人饶漱石、张鼎丞，共一百多人。按照中央和军委有关指示精神，开展纪律检讨，进一步增进内部团结。华东局书记饶漱石主持会议并作报告，传达了中共中央政治局九月会议对华野的批评：“这次中央政治局会议，特别是军事会议中讨论作战、编制、后勤、教育等间题时，华野受到严厉的批评和指贵。中央对华野的作战特别满意，但对华野后勤没有制度，造成浪费，以及部队的骄气，提出严肃的批评。中央责成我要在华野全军展开反无纪律无政府状态的斗争，对不服从前委领导的违反纪律的各负责同志要执行纪律处分。此次打济南，我们估计这次战役将是空前的，中央对各兵团服从中央服从前委的领导有所了解，曾反复指示（华野）全军要服从粟裕同志的指挥。可是有些同志竟闹无纪律无政府的现象，不尊重前委的领导，不服从粟裕同志的指挥。中央责成华野前委要开这一次会议，展开对无纪律无政府状态的斗争，加强纪律性来保证胜利。”“在大规模战争中，需要各方面互相配合互相协同，如果纪律性破坏了，任何一个纵队、一个师闹独立性，任何一个同志闹个人主义，都会使我们的军队遭受损失”“今天的界限已经不存在了，地区上已经打成一片，过去的分裂是敌人造成，是客观事实，要求独立坚持作战，而今天客观上打成一片，便要求集中统一，不管你是哪个部队哪个地区”“过去过早强调集中是错误的，而现在不集中就是更严重的错误，因此，在今天要求全党全军绝对的统一集中，对革命工作不许讲价钱，反对无纪律，闹独立的倾向”。随后，各纵队和各师主要负责人开展了批评和自我批评。山东兵团司令员许世友在济南战役后即称病返回胶东疗养，未参加曲阜会议和接下来的淮海战役和渡江战役。

### 蔣介石顧慮士氣決守徐州
10月19日，毛澤東為中共中央軍委起草致劉伯承、陳毅、鄧小平電：「（一）你們攻鄭主力應從鄭州以南出鄭州、中牟之間，然后從東面向鄭州攻擊，否則敵人將從東面向開封逃跑。（二）如果鄭州敵人不多，你們攻擊時間可以提早。」:365按照中央軍委上述部署，中原野戰軍由陳毅、鄧小平組成前線指揮所，指揮第一、三、四、九縱隊提前於10月21日夜逼近鄭州，國軍2個師共11,000餘人於10月22日棄城北逃，大部被殲:365。
10月21日，饒漱石、粟裕、譚震林致中共中央軍委的電報中提出修改戰役部署：戰鬥預定於十一月五日發起，提議修改部署如下：以蘇北兵團全部及一、六、九縱、魯中南縱等七個步兵縱隊共二十個旅，附特縱主力，擔任分割圍殲阿湖、陰平、高流、新安、瓦窯地區的黃百韜兵團八個旅；以四、八縱擔負襲殲炮車、運河車站之敵九軍，控制鐵路兩側及運河兩岸，準備阻援；以十、七縱襲殲韓莊之敵，圍殲賈汪之敵，十三縱圍殲台兒莊之敵，直攻宿羊山，汴塘地區之敵，後策應四、八縱正面阻敵；以三縱、廣縱進入魯西南地區，協同冀魯豫兩個獨立旅對魚臺、豐縣、碭山、商丘地區之敵牽制攻擊，並於二十一日、二十二日先行向碭山、商丘段佯攻，主力於二十五日後再行開進:368。10月22日，毛澤東為中共中央軍委起草致陳毅、鄧小平并告饒漱石、粟裕、譚震林，中原局電：「劉峙認為我華野有出蘇北企圖，停止邱、孫向魯西南行動，以李兵團之第九軍加入東面防堵，以邱兵團由商丘向碭山收縮。白崇禧則為對付我二、六、十縱，以黃、張兩兵團向桐柏方面進攻，陳、鄧攻鄭作戰完全不受南面威脅。因此，為了保障我華野全軍在淮海戰役中完全勝利，請你們準備著，在攻克鄭州休息數日后迅即全軍東進，相機攻占開封。或者不打開封，直出徐蚌線。不但鉗制孫元良、劉汝明，并且鉗制邱、李兩兵團各一部。粟、譚則令九、廣兩縱現在立即開動，直出金、魚、城、單與陳、鄧協力作戰。」:367-36813時，毛澤東又為中共中央軍委起草復饒漱石、粟裕、譚震林並告陳毅、鄧小平，中原局電：「完全同意你們馬午電部署，請即照此執行。……陳毅、鄧小平二同志現用陳、謝電台在鄭州附近指揮，你們及進入魯西南之三縱應經陳、謝台與陳、鄧密切聯絡，以利配合。……三縱、廣縱及魯西南兩個旅應於三十日以前進至商碭線以北地區，距敵大約一百華里左右，擺成一字形陣線，斷絕行人來往，不要向商碭線攻擊，使敵早日覺察我在該方不過是佯攻部署，要在東面微日（五日）發起戰鬥之同時（或者早一天即支日（四日））才向商碭線及豐縣之敵舉行牽制性攻擊，否則可能不起大的作用。」:368
10月23日，毛澤東為中共中央起草致劉伯承、鄧小平諸同志及中原人民解放軍全體指戰員電，祝賀鄭州解放：「濟南、錦州、長春解放之後，鄭州又告解放，隴海、平漢兩大鐵路的樞紐為我掌握，對於整個戰局極為有利。」:365
10月26日毛泽东為中共中央軍委起草復陳毅、鄧小平並告劉伯承、鄧子恢、李達及粟裕、譚震林電：同意你們以十天行程於十一月四日集結水城、亳州、渦陽中間地帶的部署:371。10月27日，中原野戰軍第一、三、四、九縱隊自鄭州東進:371。10月28日，毛澤東又為中央軍委起草復陳、鄧電：「我們同意你們不出淮南，但是否打孫元良，要看孫元良是否被你們調動到徐蚌線。如果仍在汴徐線，則似以不打為宜。你們在徐蚌線以西地區出現，對整個敵人威脅極大。這種威脅作用，勝過在汴徐線上打一勝仗。請你們考慮到達亳、渦、永中間地區休息數日之后，第一步是否可以分路攻占亳、渦、蒙三城，再看形勢。估計三城占領，淮南即將震動，孫、邱兩部均將被調動，而你們行動的目的是調動孫、邱，主要是調動邱清泉。」:37110月27日，毛澤東為中共中央軍委起草致饒漱石、粟裕、譚震林並告陳毅、鄧小平電：對此役「在研究部署時，除根據當前情況外，還要估計到情況的某些可能的變化，要設想敵可能變化的幾種情況，其中應包括一種較嚴重的情況，要準備在這種情況下有對付的辦法。」（一）黃百韜兵團八個師，在我軍接近時，可能由比較分散配置利於分割圍殲的狀態改變為比較收縮、靠攏、難於分割圍殲的狀態。（二）黃兵團在幾個師被殲後，有幾個師因其集結在一起使我難於最后殲滅。（三）李彌兩個軍靠在一起，可能使我無法控制運河，如我從台兒莊向宿羊山方向之部隊動作不得力，該八、九兩軍可能全部加入運河車站及其以東和黃百韜靠近，妨礙我全殲黃百韜。（四）如果從臨城向韓莊、賈汪、柳泉攻擊之部隊不得力，不能吸引邱清泉一個軍左右去對付該方面，又如果你們派向豐縣、碭山方向攻擊之部隊動作不積極，不能吸引邱清泉一部留在該處，則邱部可能以一個軍或超過一個軍的兵力進至大許家、碾莊之線聯接李彌，使李彌能積極增援黃兵團。（五）陳、鄧率十一個旅十一月四日進至渦陽、永城、亳州三縣中間地區，爭取打孫元良並威脅徐、蚌，可能吸引邱清泉一個軍及孫元良全部去對付他們。但華野的計劃應放在自己直接有效地鉗制邱清泉上面，如此才是最可靠的。（六）濟南大捷後幹部中可能發生輕敵心理，如不克服此種心理，則可能影響此次作戰:373-374。10月28日毛电告粟：陈邓出徐蚌以西对整个敌人威胁极大，在此地带作战的目的是吸引邱、孙两兵团，而主要是吸引邱清泉，以利华野歼黄。粟裕于28日将歼黄兵团最新部署计划上报军委和陈邓。30日毛电告饶粟谭并陈邓：28日计划很好，按此执行，但各部要同时发起战斗，请陈邓也与华野同时发起战斗。10月31日，粟裕发电报给中央军委、陈邓（刘伯承在中原大区后方驻地）、华东局、中原局：“当遵命于齐晚(11月8日)各部同时发起战斗，但不知陈军长邓政委所部能否于同日发起战斗，请陈邓示。此次战役规模很大，请陈军长、邓政委统一指挥。”11月1日，毛泽东复电：“第一，整个战役统一受陈、邓指挥；第二，徐州西南方面我军之动作，依情况由陈、邓临机决定。”11月2日，陈、邓复电：“本作战我们当负责指挥，唯因通讯工具太弱，故请军委对粟谭方面多直接指挥。【配属指挥的】华野三纵与我们电台还未弄通，请粟谭转令该纵注意沟通。”当时，陈邓随中野四纵行动，使用四纵电台。 
11月2日，遼瀋戰役結束，國軍被殲47萬2,000人:273。

### 国军布阵不利

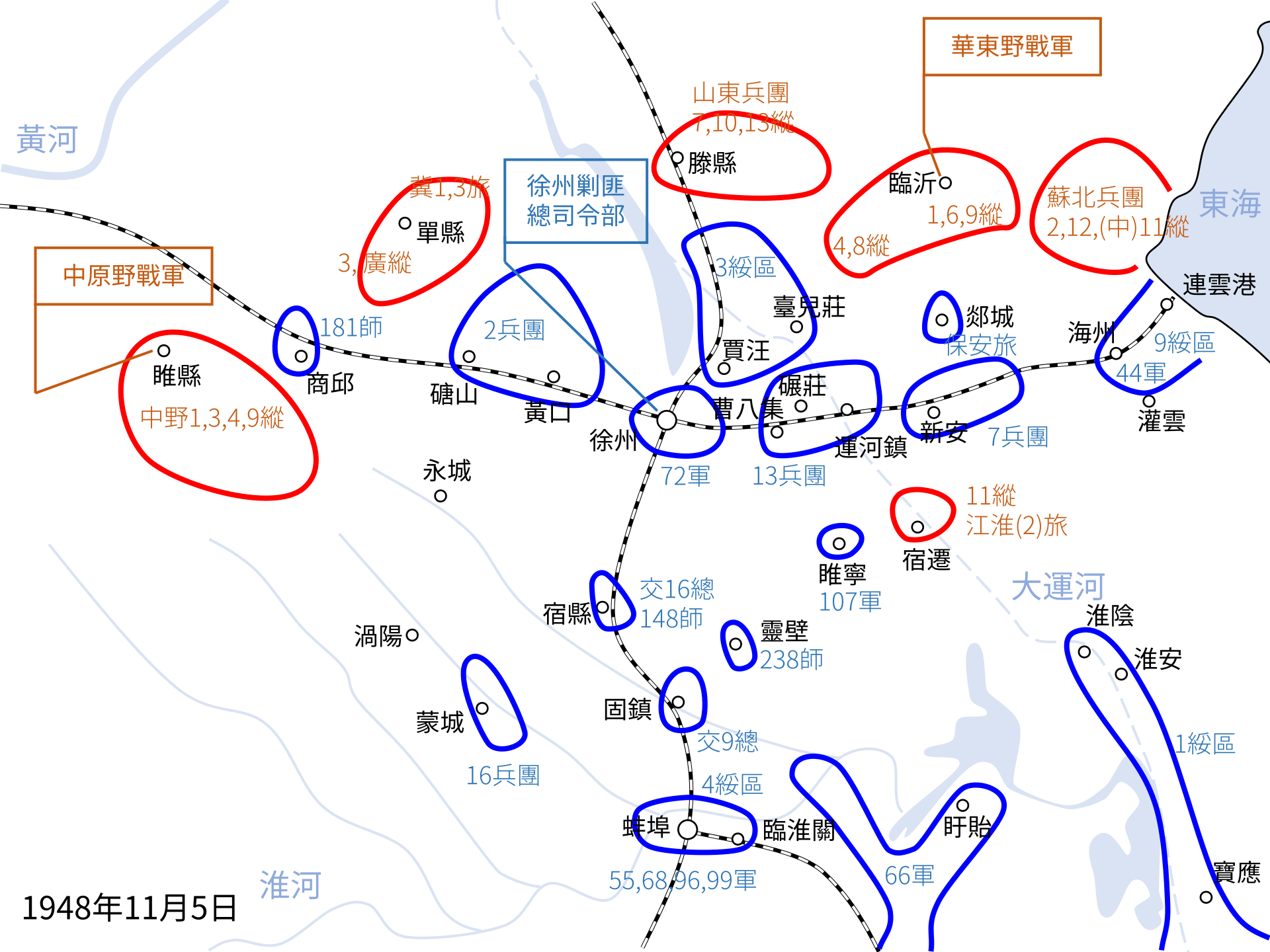
徐蚌會戰前夕(1948年11月5日)雙方布陣

1948年11月4日，蔣介石派顧祝同到徐州:368。11月5日，顧祝同在徐州召開高級將領會議，對上述作戰計劃作部署，命令剛剛發出:368。11月5日，蔣介石感到徐州東線戰場吃緊，急忙將孫元良兵團從宿縣調徐州，命令邱清泉、李彌兩兵團東援黃百韜兵團，有放棄徐州跡象:272。命令黄百韬第7兵团、李弥第十三兵团退回徐州东郊，经蒙城向蚌埠调动孙元良第十六兵团经宿县北上退回徐州，邱清泉第二兵团退回徐州西郊，死守徐州:2517。
中共文獻稱蒋介石谋划黃河决堤未果。:304-305。

### 解放軍切斷南路方案
中央军委确定的战役开始日期是齐晚(11月8日)各部同时发起战斗。11月6日粟裕向军委及陈邓电告：将按原定部署计划发起战斗。但随后粟裕获息国军部署南撤，又从张克侠何基沣的建议电及抓获的俘虏供称中得到证实国军放弃徐州以淮河为守备第一线。粟裕临机专断，立刻决定当天发起战役，在把作战部署上报中央、陈邓、刘伯承的同时，向华野部队下达了部署调整命令：山东兵团指挥的南下运西的部队由阻援李兵团变成包围，待运东完成歼黄兵团后以一部加入运西歼李兵团。华野从原来运东歼黄、运西阻援，变成了运东仍歼黄、运西又包围李兵团，中野主力围歼刘汝明绥区。陈邓本就判断国军准备徐州会战，对粟判断的“敌南撤”并不信，复电：“是否南撤，不日即可判明。如南撤，你们即派……”。毛泽东复电粟：“敌并非南撤”。11月7日，毛澤東為中共中央军委起草覆粟裕、陳士榘、張震、鍾期光、劉瑞龍並告陳毅、鄧小平，華東局及王建安、譚震林電：“非有特别重大变化，不要改变计划，愈坚决愈能胜利。在此方针下，由你们机断专行，不要事事请示，但将战况及意见每日或每两日或每三日报告一次。”:383
11月8日，毛澤東為中共中央军委起草复粟裕、陳士榘、張震电：“虞午電悉。㈠估计及部署均很好。㈡昨今兩日戰況望告。”:383-384当夜，华野领导根据全国战略决战进展态势，估计国军可能采取的方针，权衡各种方案的利弊得失，认为必须当机立断，不失时机地使此役发展为南线战略决战，致电：
军委，陈邓，并报华东局、中原局：
对敌可能采取方针估计与对策
㈠由于近来全国各战场的不断胜利，尤其是东北的伟大胜利与完全解放，促成战局的急剧大变化。在此情况下，蒋匪（介石）有采取下述两种方针可能：
第一，以现在江北之部队再加上由葫芦岛撤退之部队，继续在江北与我周旋，以争取时间，加强其沿江及江南及华南防御。
第二，立即放弃徐、蚌、信阳、两淮等地，将江北部队撤守沿江，迅速巩固江防，防我南渡，并争取时间整理其部队，以图与我分江而治，俟机反攻。
㈡蒋介石如采取第一方针，使我在江北仍有大量歼敌的机会。如果能在江北大量歼敌，则造成今后渡江的更有利条件，且在我大军渡江之后，在苏、浙、皖、赣、闽各省不致有大的战斗（如在江北大量歼灭了敌人，则严重的战斗要在华南才有打的），也不致使上述各省受战争之更大破坏，使我军于解放后容易恢复。但如此，对江北及华北各老解放区的负担仍将加重，又为不利。
如果蒋介石即采取第二方针，可以大大减轻我江北及华北各解放区的负担，使这些解放区迅速得到恢复，但我今后渡江要困难一些（困难仍完全可能克服），并于渡江之时在苏、浙、皖、赣各省尚须进行一些严重的战斗和部分的拉锯战，且在江南大量歼敌的条件亦较江北差一些，这又是不利的一面。
㈢我们不知各老解放区对战争尚能支持到如何程度。如果尚可能作较大的支持的话，则以迫使敌人采取第一方针为更有利。如果认为迫使敌人采取第一方针是对的，则我们在此次战役于歼灭黄兵团之后，不必以主力向两淮进攻（新海敌主力已西撤），而以主力转向徐、固线进击，抑留敌人于徐州及其周围，尔后分别削弱与逐渐消灭之（或歼孙兵团，或歼黄维兵团），同时以主力一部进入淮南，截断浦蚌铁道，错乱敌人部署与孤立徐、蚌各点敌人。为此，在战役第一阶段之同时，应即以一部破坏徐蚌段铁道，以阻延敌人南撤。管见是否有当，请即电示。
粟裕　张震
齐（8日）辰
11月8日，陈邓指示粟谭：
粟谭并报中共中央军委：
㈠我四纵今(齐)日东进，在砀山东南已追歼五军四十五师数百人，并将工兵营搜索包围于黄道口，四十五师向黄口方向溃退，我继续追击中。刻我已令孙丁（华野）三纵向黄口徐州急进，协同四纵歼敌，炮兵连受谢富治指挥，我三九两纵正向东进。
今晨经由永城向宿县逃退之敌，确系邱兵团部队。蒋介石究竟只撤退邱清泉、刘汝明两部，还是整个放弃徐州(包括黄李冯)，不日即可判明，应加注意，你们所得情况望即告。
㈡如判明蒋介石系整个南撤，设防淮河时，如有可能，你们应派部队举行超越追击，迅速进至淮南路东。
陈邓
齐(二十一时)
11月9日16时，毛泽东根据华野粟张、中野陈邓的电报，下达了淮海总决战部署：
陈邓，粟陈张，并谭王：
齐电悉。
㈠徐州敌有总退却模样，你们按照敌要总退却的估计，迅速部署截断敌退路以利围歼是正确的。
㈡陈邓直接指挥各部，包括一、三、四、九纵应直出宿县，截断宿蚌路，四纵不应在黄口附近打邱清泉，而应迅速攻宿县，一纵在解决一八一师后，应立即去宿县。华野三、广两纵的任务是对付邱清泉，但应位于萧县地区从南面向黄口徐州线攻击，以便与宿县我军联结。如敌向南总退却时，则集中六个纵队歼灭之。
㈢粟陈张应令谭王集中七、十、十三纵及由南向北之十一纵，以全力向李弥兵团攻击，用迅速手段歼灭该兵团的全部或大部，控制并截断徐州至运河车站之间的铁路，运东主力则歼灭黄兵团。
㈣只要以上几点办到，就能破坏敌人总退却的计划，遭我全部歼灭，并占领徐州。现在不是让敌人退至淮河以南或长江以南的问题，而是第一步（即现在举行之淮海战役）歼敌主力于淮河以北，第二步(即将来举行的江淮战役)歼敌余部于长江以北的问题。
㈤敌指挥系统甚为恐慌混乱，望你们按照上述方针，坚决执行，争取全胜。此时我军愈坚决，愈大胆，就愈能胜利。
军委
九日十六时:384-385
11月9日深夜，毛泽东复电粟张的齐辰电：
「粟张，并告华东局，陈邓，中原局：
齐辰电悉。应极力争取在徐州附近歼灭敌人主力，勿使南窜。华东、华北、中原三方面应用全力保证我军的供应。
军委
佳（9日）亥:385

## 战鬥序列

### 中国人民解放军
总前委
- 书记：邓小平
- 成员：刘伯承、陈毅、邓小平、粟裕、谭震林

| 第一纵队   | 司令员叶飞（因病未参战） 副司令员张翼翔、刘飞；政委谭启龙                                                | 第三纵队 | 司令员孙继先 政委丁秋生          | 第四纵队   | 司令员陶勇 政委郭化若            |
| 第一纵队   | 第1师（师长廖政国；政委曾如清）                                                                          | 第三纵队 | 第8师（师长陈士法；政委王六生）  | 第四纵队   | 第10师（师长杜屏；政委符确坚）   |
| 第一纵队   | 第2师（师长程业棠；政委张文碧）                                                                          | 第三纵队 | 第9师（师长谢斌；政委刘伟）      | 第四纵队   | 第11师（师长谭知耕；政委王敬群） |
| 第一纵队   | 第3师（师长陈挺；政委邱相田）                                                                            | 第三纵队 |                                  | 第四纵队   | 第12师（师长贺敏学；政委伍洪祥） |
| 第六纵队   | 司令员王必成 政委江渭清                                                                                  | 第八纵队 | 司令员张仁初 政委王一平          | 第十纵队   | 司令员宋时轮 政委刘培善          |
| 第六纵队   | 第16师（师长张云龙；政委谢立全）                                                                         | 第八纵队 | 第22师（师长高文然；政委董超）   | 第十纵队   | 第28师（师长王德贵；政委王若杰） |
| 第六纵队   | 第17师（师长梁金华；政委黄先）                                                                           | 第八纵队 | 第23师（师长陈忠梅；政委曹普雨） | 第十纵队   | 第29师（师长萧锋；政委李曼村）   |
| 第六纵队   | 第18师（师长钟国楚；政委张闯初）                                                                         | 第八纵队 |                                  | 第十纵队   |                                  |
| 鲁中南纵队 | 司令员钱钧 政治部主任张雄                                                                                | 两广纵队 | 司令员曾生 政委雷经天            | 特种兵纵队 | 司令员陈锐霆 政委刘述周          |
| 鲁中南纵队 | 第46师（师长钱钧；政委孔繁斌，鲁中新编师）                                                               | 两广纵队 | 3个团                            | 特种兵纵队 | 炮兵1团、炮兵2团、炮兵3团        |
| 鲁中南纵队 | 第47师（师长胡大荣；政委彭胜标，代政委刘少傥，副师长翁少元，参谋长林毅，鲁南军区特务团、19团和16团合编） | 两广纵队 |                                  | 特种兵纵队 | 工兵团、坦克大队                 |
| 鲁中南纵队 | | 两广纵队 | 骑兵团                           | 特种兵纵队 |                                  |
| 第三十五军 | 军长吴化文(國民黨軍起義部隊) 政委何克希                                                                  |          |                                  |            |                                  |
| 第三十五军 | 第103师（师长杨友柏）                                                                                    |          |                                  |            |                                  |
| 第三十五军 | 第104师（师长赵广兴）                                                                                    |          |                                  |            |                                  |
| 第三十五军 | 第105师（师长何志斌）                                                                                    |          |                                  |            |                                  |

| 苏北军区 | 司令员管文蔚 政委陈丕显                                                               | 江淮军区 | 司令员陈庆先 政委曹荻秋          | 鲁中南军区 | 司令员傅秋涛 政委康生                                                                            |
| 苏北军区 | 第五军分区（独立第五旅） 第六军分区（独立第六旅） 长江纵队(第一、九分区6个主力团组成) | 江淮军区 | 第34旅（旅长廖成美；政委李士英） | 鲁中南军区 | 滨海军分区3个基干团                                                                              |
| 苏北军区 | 民工                                                                                  | 江淮军区 | 独立旅（旅长张秀龙）             | 鲁中南军区 | 民工                                                                                             |
| 苏北军区 | 民工                                                                                  | 江淮军区 |                                  | 鲁中南军区 |                                                                                                  |
| 胶东军区 | 司令员谭希林 政委向明                                                                 | 渤海军区 | 司令员袁也烈 政委张晔            | 冀鲁豫军区 | 司令员赵健民和副参谋长何光宇组成前指 政委潘复生                                                  |
| 胶东军区 | 民兵                                                                                  | 渤海军区 | 民兵                             | 冀鲁豫军区 | 独立第1、第3旅，2分区基干团，3分区8团和基干团，5分区基干团、7分区15团和基干团，共12个团1.4万余人 |
| 胶东军区 | 民工                                                                                  | 渤海军区 | 民工                             | 冀鲁豫军区 | 民工                                                                                             |

| 山东兵团 |                                  |                |                                  |            |                                  |
| 司令员：许世友（因病未参战） | 政委：谭震林（兼）               | 政治部主任：   | 参谋长：李迎希                   |            |                                  |
| 副司令员：王建安 | 副政委：                         | 政治部副主任： | 供给部长：                       |            |                                  |
| 兵團直辖部隊 |                                  |                |                                  |            |                                  |
| \| 第七纵队 \| 司令员成钧 政委赵启明 \| 第九纵队 \| 司令员聂凤智 政委刘浩天 \| 第十三纵队 \| 司令员周志坚 政委廖海光 \| \| 第七纵队 \| 第19师（师长熊应堂；政委萧学林） \| 第九纵队 \| 第25师（师长萧镜海；政委谭右铭） \| 第十三纵队 \| 第37师（师长高锐；政委张英） \| \| 第七纵队 \| 第20师（师长张怀忠；政委邓少东） \| 第九纵队 \| 第26师（师长张铚秀；政委张少虹） \| 第十三纵队 \| 第38师（师长徐体山；政委张英勃） \| \| 第七纵队 \| 第21师（师长谢锐；政委何志远） \| 第九纵队 \| 第27师（师长孙端夫；政委刘仲华） \| 第十三纵队 \| 第39师（师长傅绍甫；政委余明） \| \| 渤海纵队 \| 司令员袁也烈 政委周贯五 \| \| \| \| \| \| 渤海纵队 \| 第7师（师长曾旭清；政委黎同新） \| \| \| \| \| \| 渤海纵队 \| 第11师（师长傅继泽） \| \| \| \| \| |                                  |                |                                  |            |                                  |
| 第七纵队 | 司令员成钧 政委赵启明            | 第九纵队       | 司令员聂凤智 政委刘浩天          | 第十三纵队 | 司令员周志坚 政委廖海光          |
| 第七纵队 | 第19师（师长熊应堂；政委萧学林） | 第九纵队       | 第25师（师长萧镜海；政委谭右铭） | 第十三纵队 | 第37师（师长高锐；政委张英）     |
| 第七纵队 | 第20师（师长张怀忠；政委邓少东） | 第九纵队       | 第26师（师长张铚秀；政委张少虹） | 第十三纵队 | 第38师（师长徐体山；政委张英勃） |
| 第七纵队 | 第21师（师长谢锐；政委何志远）   | 第九纵队       | 第27师（师长孙端夫；政委刘仲华） | 第十三纵队 | 第39师（师长傅绍甫；政委余明）   |
| 渤海纵队 | 司令员袁也烈 政委周贯五          |                |                                  |            |                                  |
| 渤海纵队 | 第7师（师长曾旭清；政委黎同新）  |                |                                  |            |                                  |
| 渤海纵队 | 第11师（师长傅继泽）             |                |                                  |            |                                  |

| 苏北兵团 |                                 |                |                                  |            |                                |
| 司令员：韦国清 | 政委：陈丕显                    | 政治部主任：   | 参谋长：覃健                     |            |                                |
| 副司令员： | 副政委：吉洛（姬鹏飞）          | 政治部副主任： | 供给部长：                       |            |                                |
| 兵團直辖部隊 |                                 |                |                                  |            |                                |
| \| 第二纵队 \| 司令员滕海清 政委康志强 \| 第十一纵队 \| 司令员胡炳云 政委张藩 \| 第十二纵队 \| 司令员谢振华 政委李干辉 \| \| 第二纵队 \| 第4师（师长殷绍礼；政委王敬敏） \| 第十一纵队 \| 第31旅（旅长朱云谦；政委孙克骥） \| 第十二纵队 \| 第35旅（旅长汪乃贵；政委王直） \| \| 第二纵队 \| 第5师（师长姚运良；政委方中铎） \| 第十一纵队 \| 第32旅（旅长吴泳湘；政委刘毓标） \| 第十二纵队 \| 第36旅（旅长朱国华） \| \| 第二纵队 \| 第6师（师长吴华夺；政委谢锡玉） \| 第十一纵队 \| 第33旅（旅长张宜友；政委吴嘉民） \| 第十二纵队 \| \| |                                 |                |                                  |            |                                |
| 第二纵队 | 司令员滕海清 政委康志强         | 第十一纵队     | 司令员胡炳云 政委张藩            | 第十二纵队 | 司令员谢振华 政委李干辉        |
| 第二纵队 | 第4师（师长殷绍礼；政委王敬敏） | 第十一纵队     | 第31旅（旅长朱云谦；政委孙克骥） | 第十二纵队 | 第35旅（旅长汪乃贵；政委王直） |
| 第二纵队 | 第5师（师长姚运良；政委方中铎） | 第十一纵队     | 第32旅（旅长吴泳湘；政委刘毓标） | 第十二纵队 | 第36旅（旅长朱国华）           |
| 第二纵队 | 第6师（师长吴华夺；政委谢锡玉） | 第十一纵队     | 第33旅（旅长张宜友；政委吴嘉民） | 第十二纵队 |                                |

| 第一纵队   | 司令员杨勇 政委苏振华            | 第二纵队 | 司令员陈再道 政委王维纲          | 第三纵队 | 司令员陈锡联                     |
| 第一纵队   | 第1旅（旅长杨俊生；政委陈云开）  | 第二纵队 | 第4旅（旅长吴诚忠；政委刘明辉）  | 第三纵队 | 第7旅（旅长赵兰田；政委周维）    |
| 第一纵队   | 第2旅（旅长戴润生；政委石新安）  | 第二纵队 | 第5旅（旅长周发田；政委刘华清）  | 第三纵队 | 第8旅（旅长黄林；政委卢南樵）    |
| 第一纵队   | 第3旅（旅长吴忠；政委刘振国）    | 第二纵队 |                                  | 第三纵队 | 第9旅（旅长童国贵；政委高治国）  |
| 第四纵队   | 司令员陈赓 政委谢富治            | 第六纵队 | 司令员王近山 政委杜义德          | 第九纵队 | 司令员秦基伟 政委李成芳          |
| 第四纵队   | 第10旅（旅长周希汉；政委廖冠贤） | 第六纵队 | 第16旅（旅长尤太忠；政委邵子言） | 第九纵队 | 第26旅（旅长向守志；政委余洪远） |
| 第四纵队   | 第11旅（旅长刘丰；政委胡荣贵）   | 第六纵队 | 第17旅（旅长李德生；政委韩明）   | 第九纵队 | 第27旅（旅长崔建功）             |
| 第四纵队   | 第13旅（旅长陈康；政委南静之）   | 第六纵队 | 第18旅（旅长萧永银；政委刘昌）   | 第九纵队 |                                  |
| 第四纵队   | 第22旅（旅长查玉升；政委朱佩萱） | 第六纵队 |                                  | 第九纵队 |                                  |
| 第十一纵队 | 司令员王秉璋 政委张霖芝          |          |                                  |          |                                  |
| 第十一纵队 | 第31旅（旅长汪家道；政委孙仁道） |          |                                  |          |                                  |
| 第十一纵队 | 第32旅（旅长胡华居（兼）         |          |                                  |          |                                  |

| 豫皖苏军区 | 司令员张国华 政委宋任穷                                                                                    | 陕南军区 | 司令员刘金轩 政委张邦英                                         | 豫西军区 | 司令员曾希圣 政委张玺                                       |
| 豫皖苏军区 | 豫皖苏独立旅（旅长金绍山） 豫皖苏支队（豫皖苏第5军分区司令员王建青，5分区第71团、2分区第1团、3分区第36团） | 陕南军区 | 第12旅（旅长薛克忠；政委谭友夫） 西北民主联军第38军第17师第51团 | 豫西军区 | 豫西支队（豫西第4分区司令员张显扬，4分区第74团、5分区75团） |
| 豫皖苏军区 | 民工 | 陕南军区 | 民工                                                            | 豫西军区 | 民工                                                        |
| 桐柏军区   | 司令员王宏坤 政委刘志坚                                                                                    | 鄂豫军区 | 司令员王树声 政委段君毅                                         | 皖西军区 | 司令员曾绍山 政委彭涛                                       |
| 桐柏军区   | 民兵 | 鄂豫军区 | 民兵                                                            | 皖西军区 | 民兵                                                        |
| 桐柏军区   | 民工 | 鄂豫军区 | 民工                                                            | 皖西军区 | 民工                                                        |

### 中華民國國軍
实际参战29个军70个师，连同地方部队，特种兵部队，约72万人以上。
徐州剿匪總司令部
- 总司令：刘峙
- 副总司令：杜聿明、孙震、刘汝明、冯治安、韩德勤、李延年
- 参谋长：李树正
- 副参谋长：章毓金

| 徐州剿总前进指挥部 |                                                    |              |                       |
| 主任：杜聿明(兼) | 参谋长：舒适存                                     |              |                       |
| 副主任：孙元良、赵家骧、邱清泉 | 副参谋长：文强、刘伯中（未到任）、吴宝云（未到任） |              |                       |
| 司令部直辖 |                                                    |              |                       |
| \| 第二十军 \| 军长杨干才 \| 第一百零七军 \| 军长孙良诚 \| \| 第二十军 \| 第133师（师长景嘉模） \| 第一百零七军 \| 第260师（师长王清瀚） \| \| 第二十军 \| 第134师（师长李介立） \| 第一百零七军 \| 第261师[28]（师长孙玉田） \| |                                                    |              |                       |
| 第二十军 | 军长杨干才                                         | 第一百零七军 | 军长孙良诚            |
| 第二十军 | 第133师（师长景嘉模）                              | 第一百零七军 | 第260师（师长王清瀚） |
| 第二十军 | 第134师（师长李介立）                              | 第一百零七军 | 第261师（师长孙玉田） |

| 第二兵團 |                                                           |          |                                                                           |                |                                                                              |
| 司令：邱清泉 | 参谋长：李漢萍                                            |          |                                                                           |                |                                                                              |
| 副司令：舒適存、譚輔烈、王長海、高吉人 | 副参谋长：董熙                                            |          |                                                                           |                |                                                                              |
| 兵團直辖 |                                                           |          |                                                                           |                |                                                                              |
| \| 第五军 \| 军长熊笑三 \| 第七十军 \| 军长高吉人 → 邓军林 \| 第七十二军[29] \| 軍長余錦源 \| \| 第五军 \| 第45師（師長郭吉謙 → 崔賢文） \| 第七十军 \| 第32師（師長龔時英）（新建） \| 第七十二军[29] \| 第34師（師長陳漁浦）（重建） \| \| 第五军 \| 第46師（師長陳輔漢 → 郭方平副師長代）（原整9师预2旅改编） \| 第七十军 \| 第96師（師長鄧軍林 → 劉志道）美械。曾編成快速縱隊，師長鄧軍林兼任縱隊司令 \| 第七十二军[29] \| 第122師（師長熊順義）原第十六兵團第四十一軍，第十六兵團被殲後殘部編為第122師 \| \| 第五军 \| 第200師（師長周朗） \| 第七十军 \| 第139師（師長唐化南）（新建） \| 第七十二军[29] \| 第233師（師長李芝 → 徐華）（原新15旅） \| \| 第七十四军 \| 軍長邱維達 \| 第十二軍 \| 軍長舒榮 \| 第一百一十六軍[30] \| 軍長譚心（未上任） \| \| 第七十四军 \| 第51師（師長王夢庚）（新建） \| 第十二軍 \| 第112師（師長餘一凡）（原第十二军残余人员缩编） \| 第一百一十六軍[30] \| 第287師（師長李芝） \| \| 第七十四军 \| 第57師（師長馮寄異）（济南战役被歼灭后，第二次重建） \| 第十二軍 \| 第238師（師長徐有成）（保安团队改编） \| 第一百一十六軍[30] \| 第288師（師長陳元良） \| \| 第七十四军 \| 第58師（師長王奎昌）（新建） \| 第十二軍 \| \| 第一百一十六軍[30] \| \| \| 兵团直属 \| \| \| \| \| \| \| 新四十四師（原二兵团王屏南的独立步兵旅扩编）師長耿文哲 \| \| \| \| \| \| \| 騎兵第一旅（原二兵团独立骑兵旅，由二兵团各军师骑兵部队合编）旅長張榮甲 \| \| \| \| \| \| \| \| \| \| \| \| \| |                                                           |          |                                                                           |                |                                                                              |
| 第五军 | 军长熊笑三                                                | 第七十军 | 军长高吉人 → 邓军林                                                       | 第七十二军     | 軍長余錦源                                                                   |
| 第五军 | 第45師（師長郭吉謙 → 崔賢文）                             | 第七十军 | 第32師（師長龔時英）（新建）                                              | 第七十二军     | 第34師（師長陳漁浦）（重建）                                                 |
| 第五军 | 第46師（師長陳輔漢 → 郭方平副師長代）（原整9师预2旅改编） | 第七十军 | 第96師（師長鄧軍林 → 劉志道）美械。曾編成快速縱隊，師長鄧軍林兼任縱隊司令 | 第七十二军     | 第122師（師長熊順義）原第十六兵團第四十一軍，第十六兵團被殲後殘部編為第122師 |
| 第五军 | 第200師（師長周朗）                                       | 第七十军 | 第139師（師長唐化南）（新建）                                             | 第七十二军     | 第233師（師長李芝 → 徐華）（原新15旅）                                       |
| 第七十四军 | 軍長邱維達                                                | 第十二軍 | 軍長舒榮                                                                  | 第一百一十六軍 | 軍長譚心（未上任）                                                           |
| 第七十四军 | 第51師（師長王夢庚）（新建）                              | 第十二軍 | 第112師（師長餘一凡）（原第十二军残余人员缩编）                           | 第一百一十六軍 | 第287師（師長李芝）                                                          |
| 第七十四军 | 第57師（師長馮寄異）（济南战役被歼灭后，第二次重建）      | 第十二軍 | 第238師（師長徐有成）（保安团队改编）                                     | 第一百一十六軍 | 第288師（師長陳元良）                                                        |
| 第七十四军 | 第58師（師長王奎昌）（新建）                              | 第十二軍 |                                                                           | 第一百一十六軍 |                                                                              |
| 兵团直属 |                                                           |          |                                                                           |                |                                                                              |
| 新四十四師（原二兵团王屏南的独立步兵旅扩编）師長耿文哲 |                                                           |          |                                                                           |                |                                                                              |
| 騎兵第一旅（原二兵团独立骑兵旅，由二兵团各军师骑兵部队合编）旅長張榮甲 |                                                           |          |                                                                           |                |                                                                              |
| |                                                           |          |                                                                           |                |                                                                              |

| 第六兵团 |                                                         |            |                                   |            |                               |
| 司令：李延年 | 参谋长：梁棟新                                          |            |                                   |            |                               |
| 副司令： | 副参谋长：                                              |            |                                   |            |                               |
| 兵團直辖 |                                                         |            |                                   |            |                               |
| \| 第三十九軍 \| 軍長王伯勛 \| 第五十四軍 \| 軍長闕漢騫 \| 第九十六軍 \| 軍長兆龍 \| \| 第三十九軍 \| 第103師（師長曾元三，美械） \| 第五十四軍 \| 第8師（師長周文韜 → 施有仁） \| 第九十六軍 \| 第141師（師長蕭續武）（新建） \| \| 第三十九軍 \| 第147師（師長張家寶）（新建） \| 第五十四軍 \| 第198師（師長張純） \| 第九十六軍 \| 第212師（師長榮英魁）（新建） \| \| 第三十九軍 \| 第91師（師長劉體仁） 該師未到徐蚌會戰戰場 \| 第五十四軍 \| 第291師（師長廖定藩）交警总队改编 \| 第九十六軍 \| \| \| 第九十九軍 \| 軍長胡長青 \| \| \| \| \| \| 第九十九軍 \| 第92師（師長艾靉） \| \| \| \| \| \| 第九十九軍 \| 第99師（師長楊達） \| \| \| \| \| \| 第九十九軍 \| 第268師（師長李慎言）（新建，郑州战役已被全歼，重建中） \| \| \| \| \| |                                                         |            |                                   |            |                               |
| 第三十九軍 | 軍長王伯勛                                              | 第五十四軍 | 軍長闕漢騫                        | 第九十六軍 | 軍長兆龍                      |
| 第三十九軍 | 第103師（師長曾元三，美械）                             | 第五十四軍 | 第8師（師長周文韜 → 施有仁）      | 第九十六軍 | 第141師（師長蕭續武）（新建） |
| 第三十九軍 | 第147師（師長張家寶）（新建）                           | 第五十四軍 | 第198師（師長張純）               | 第九十六軍 | 第212師（師長榮英魁）（新建） |
| 第三十九軍 | 第91師（師長劉體仁） 該師未到徐蚌會戰戰場               | 第五十四軍 | 第291師（師長廖定藩）交警总队改编 | 第九十六軍 |                               |
| 第九十九軍 | 軍長胡長青                                              |            |                                   |            |                               |
| 第九十九軍 | 第92師（師長艾靉）                                      |            |                                   |            |                               |
| 第九十九軍 | 第99師（師長楊達）                                      |            |                                   |            |                               |
| 第九十九軍 | 第268師（師長李慎言）（新建，郑州战役已被全歼，重建中） |            |                                   |            |                               |

| 第七兵團 |                                |            |                                                    |            |                       |
| 司令：黄百韬 | 参谋长：魏翱                   |            |                                                    |            |                       |
| 副司令：黄国梁（未到任）、唐云山 | 副参谋长：                     |            |                                                    |            |                       |
| 兵團直辖 |                                |            |                                                    |            |                       |
| \| 第二十五军 \| 军长陈士章 \| 第四十四军[29] \| 军长王泽浚 \| 第六十三军 \| 军长陈章 \| \| 第二十五军 \| 第40師（師長曾正我） \| 第四十四军[29] \| 第150師（師長趙壁光） \| 第六十三军 \| 第152師（師長雷秀民） \| \| 第二十五军 \| 第108師（師長李世鏡） \| 第四十四军[29] \| 第162師（師長李穠）（第486团在扬州未归建） \| 第六十三军 \| 第186師（師長張澤琛） \| \| 第二十五军 \| 第148師（師長劉清昶）（重建） \| 第四十四军[29] \| \| 第六十三军 \| \| \| 第六十四軍[32] \| 軍長劉鎮湘 \| 第一百軍 \| 軍長周志道 \| \| \| \| 第六十四軍[32] \| 第156師（師長劉鎮湘） \| 第一百軍 \| 第19師（師長趙堯）（济南战役被歼灭后，第二次重建） \| \| \| \| 第六十四軍[32] \| 第159師（師長劉紹武 → 鍾世謙） \| 第一百軍 \| 第44師（師長劉鶴聲）（原荣誉2师改编）全美械 \| \| \| \| 第六十四軍[32] \| 第63師（師長盛超） 半美械 \| 第一百軍 \| \| \| \| |                                |            |                                                    |            |                       |
| 第二十五军 | 军长陈士章                     | 第四十四军 | 军长王泽浚                                         | 第六十三军 | 军长陈章              |
| 第二十五军 | 第40師（師長曾正我）           | 第四十四军 | 第150師（師長趙壁光）                              | 第六十三军 | 第152師（師長雷秀民） |
| 第二十五军 | 第108師（師長李世鏡）          | 第四十四军 | 第162師（師長李穠）（第486团在扬州未归建）         | 第六十三军 | 第186師（師長張澤琛） |
| 第二十五军 | 第148師（師長劉清昶）（重建）  | 第四十四军 |                                                    | 第六十三军 |                       |
| 第六十四軍 | 軍長劉鎮湘                     | 第一百軍   | 軍長周志道                                         |            |                       |
| 第六十四軍 | 第156師（師長劉鎮湘）          | 第一百軍   | 第19師（師長趙堯）（济南战役被歼灭后，第二次重建） |            |                       |
| 第六十四軍 | 第159師（師長劉紹武 → 鍾世謙） | 第一百軍   | 第44師（師長劉鶴聲）（原荣誉2师改编）全美械        |            |                       |
| 第六十四軍 | 第63師（師長盛超） 半美械      | 第一百軍   |                                                    |            |                       |

| 第八兵团 （原第四绥靖区） |                                |            |                       |
| 司令：刘汝明 | 参谋长：朱秀德 → 杨然          |            |                       |
| 副司令：田镇南、曹福林、米文和、刘汝珍 | 副参谋长：杨然 → 李诚一        |            |                       |
| 绥靖区直辖 |                                |            |                       |
| \| 第五十五军 \| 军长曹福林 \| 第六十八军 \| 军长刘汝珍 \| \| 第五十五军 \| 第29师（师长荣光兴） \| 第六十八军 \| 第81师（师长葛开祥） \| \| 第五十五军 \| 第74师（师长李益智） \| 第六十八军 \| 第119师（师长张勋亭） \| \| 第五十五军 \| 第181师（师长米文和 → 刘兴远） \| 第六十八军 \| 第143师（师长阎尚元） \| |                                |            |                       |
| 第五十五军 | 军长曹福林                     | 第六十八军 | 军长刘汝珍            |
| 第五十五军 | 第29师（师长荣光兴）           | 第六十八军 | 第81师（师长葛开祥）  |
| 第五十五军 | 第74师（师长李益智）           | 第六十八军 | 第119师（师长张勋亭） |
| 第五十五军 | 第181师（师长米文和 → 刘兴远） | 第六十八军 | 第143师（师长阎尚元） |

| 第十二兵团 (国防部指挥) | |          |                                        |          |                                                                       |
| 司令：黄维 | 参谋长：萧锐                                                                                       |          |                                        |          |                                                                       |
| 副司令：胡琏、吴绍周 | 副参谋长： 韦镇福、刘文修                                                                          |          |                                        |          |                                                                       |
| 国防部直辖 | |          |                                        |          |                                                                       |
| \| 第十军 \| 军长覃道善 \| 第十四军 \| 军长熊绶春 \| 第十八军 \| 军长杨伯涛 \| \| 第十军 \| 第18师（师长尹俊） \| 第十四军 \| 第10师（师长潘琦） \| 第十八军 \| 第11师（师长王元直） \| \| 第十军 \| 第75师（师长王靖之）（重建） \| 第十四军 \| 第83师（师长张用斌）（空运到太原参战） \| 第十八军 \| 第49师（师长何竹本）（重建） 该师为第十二兵团12个师唯一未被包围幸存者 \| \| 第十军 \| 第114师（师长夏建勋）（重建） \| 第十四军 \| 第85师 （师长吴绍周） \| 第十八军 \| 第118师（师长尹钟岳）曾编快速纵队，师长尹钟岳兼纵队司令 \| \| 八十五军 \| 军长吴绍周 \| 兵团直属 \| \| \| \| \| 八十五军 \| 第23师（师长黄子华） \| 兵团直属 \| 直属骑兵团 \| \| \| \| 八十五军 \| 第110师（师长廖运周，副师长柳营，参谋长洪炉青，328团团长姜继鑫，329团团长刘协侯，330团团长金汉章） \| 兵团直属 \| 第四快速纵队[33] \| \| \| \| 八十五军 \| 第216师（师长谷允怀）（48年9月新建。一个团随副师长朱参战，一个团留守武汉，及85军补充团） \| 兵团直属 \| \| \| \| | |          |                                        |          |                                                                       |
| 第十军 | 军长覃道善                                                                                         | 第十四军 | 军长熊绶春                             | 第十八军 | 军长杨伯涛                                                            |
| 第十军 | 第18师（师长尹俊）                                                                                 | 第十四军 | 第10师（师长潘琦）                     | 第十八军 | 第11师（师长王元直）                                                  |
| 第十军 | 第75师（师长王靖之）（重建）                                                                       | 第十四军 | 第83师（师长张用斌）（空运到太原参战） | 第十八军 | 第49师（师长何竹本）（重建） 该师为第十二兵团12个师唯一未被包围幸存者 |
| 第十军 | 第114师（师长夏建勋）（重建）                                                                      | 第十四军 | 第85师 （师长吴绍周）                  | 第十八军 | 第118师（师长尹钟岳）曾编快速纵队，师长尹钟岳兼纵队司令               |
| 八十五军 | 军长吴绍周                                                                                         | 兵团直属 |                                        |          |                                                                       |
| 八十五军 | 第23师（师长黄子华）                                                                               | 兵团直属 | 直属骑兵团                             |          |                                                                       |
| 八十五军 | 第110师（师长廖运周，副师长柳营，参谋长洪炉青，328团团长姜继鑫，329团团长刘协侯，330团团长金汉章） | 兵团直属 | 第四快速纵队                           |          |                                                                       |
| 八十五军 | 第216师（师长谷允怀）（48年9月新建。一个团随副师长朱参战，一个团留守武汉，及85军补充团）           | 兵团直属 |                                        |          |                                                                       |

| 第十三兵团 |                                                  |        |                               |            |                           |
| 司令：李弥 | 参谋长：吴家钰                                   |        |                               |            |                           |
| 副司令：赵季平、陈冰、李九思 | 副参谋长： 周羽皋                                |        |                               |            |                           |
| 兵團直辖 |                                                  |        |                               |            |                           |
| \| 第八军 \| 军长周开成 \| 第九军 \| 军长黄淑 \| 第六十四军 \| 军长李荩宣（未编成） \| \| 第八军 \| 第42师（师长石建中 → 伍子敬）（荣誉1师改编）美械 \| 第九军 \| 第3师（师长周藩）（新建） \| 第六十四军 \| 第156师（吴家钰，未到任） \| \| 第八军 \| 第170师（师长杨绪钊）（新建） \| 第九军 \| 第166师（师长萧超吾）美械 \| 第六十四军 \| 第159师（黄志圣，未到任） \| \| 第八军 \| 第237师（师长孙进贤）（新建） \| 第九军 \| 第253师（师长王青云）（新建） \| 第六十四军 \| \| \| 第一百一十五军[34] \| 军长司元恺 \| \| \| \| \| \| 第一百一十五军[34] \| 第39师（师长韩肇琏）（原第四十军部队） \| \| \| \| \| \| 第一百一十五军[34] \| 第180师（师长陈芳芝）（第3绥区未起义部队合编） \| \| \| \| \| |                                                  |        |                               |            |                           |
| 第八军 | 军长周开成                                       | 第九军 | 军长黄淑                      | 第六十四军 | 军长李荩宣（未编成）      |
| 第八军 | 第42师（师长石建中 → 伍子敬）（荣誉1师改编）美械 | 第九军 | 第3师（师长周藩）（新建）     | 第六十四军 | 第156师（吴家钰，未到任） |
| 第八军 | 第170师（师长杨绪钊）（新建）                    | 第九军 | 第166师（师长萧超吾）美械     | 第六十四军 | 第159师（黄志圣，未到任） |
| 第八军 | 第237师（师长孙进贤）（新建）                    | 第九军 | 第253师（师长王青云）（新建） | 第六十四军 |                           |
| 第一百一十五军 | 军长司元恺                                       |        |                               |            |                           |
| 第一百一十五军 | 第39师（师长韩肇琏）（原第四十军部队）           |        |                               |            |                           |
| 第一百一十五军 | 第180师（师长陈芳芝）（第3绥区未起义部队合编）   |        |                               |            |                           |

| 第十六兵团 |                        |            |                                                        |          |              |
| 司令：孙元良 | 参谋长：张益熙         |            |                                                        |          |              |
| 副司令：曾苏元 | 副参谋长：高健、熊顺义 |            |                                                        |          |              |
| 兵团直辖 |                        |            |                                                        |          |              |
| \| 第四十一军 \| 军长胡临聪 \| 第四十七军 \| 军长汪匣锋 \| 兵团直属 \| \| \| 第四十一军 \| 第122师（师长张宣武） \| 第四十七军 \| 第125师（师长陈玲） 曾编成快速纵队，师长陈玲兼纵队司令 \| 兵团直属 \| 第二快速纵队[35] \| \| 第四十一军 \| 第124师（师长严翊） \| 第四十七军 \| 第127师（师长张光汉） \| 兵团直属 \| \| |                        |            |                                                        |          |              |
| 第四十一军 | 军长胡临聪             | 第四十七军 | 军长汪匣锋                                             | 兵团直属 |              |
| 第四十一军 | 第122师（师长张宣武）  | 第四十七军 | 第125师（师长陈玲） 曾编成快速纵队，师长陈玲兼纵队司令 | 兵团直属 | 第二快速纵队 |
| 第四十一军 | 第124师（师长严翊）    | 第四十七军 | 第127师（师长张光汉）                                  | 兵团直属 |              |

| 第三绥靖区 |                       |            |                       |
| 司令：冯治安 | 参谋长：陈继淹        |            |                       |
| 副司令：张克侠、何基沣、李文田 | 副参谋长：            |            |                       |
| 绥靖区直辖 |                       |            |                       |
| \| 第五十九军[36] \| 军长刘振三 \| 第七十七军[37] \| 军长王长海 \| \| 第五十九军[36] \| 第38师（师长杨干三） \| 第七十七军[37] \| 第37师（师长李宝善） \| \| 第五十九军[36] \| 第180师（师长崔振伦） \| 第七十七军[37] \| 第132师（师长过家芳） \| |                       |            |                       |
| 第五十九军 | 军长刘振三            | 第七十七军 | 军长王长海            |
| 第五十九军 | 第38师（师长杨干三）  | 第七十七军 | 第37师（师长李宝善）  |
| 第五十九军 | 第180师（师长崔振伦） | 第七十七军 | 第132师（师长过家芳） |

徐州剿总蚌埠指挥所于1948年11月8日成立，徐州剿总副总司令李延年兼指挥所主任。负责指挥徐州剿总后方各绥靖区、蚌埠附近的第九十六军、第3绥靖区李文田残部、第4绥靖区、第九十九军）及灵璧守军（第12军第238师）、宿县守军（第25军第148师）、蚌埠附近地区的交警第九总队、铁道兵团、汽团、工兵团和通信兵团等，并统一指挥南线作战。刘峙率领徐州总部重要成员先后于11月28、29日飞抵蚌埠后,该指挥所即行结束。
后来增援淮海战场的第六十六军（军长羅賢達，第13、第185师）、第二十军（军长杨干才，第133、第134师）、第二十八军（军长李浡/刘秉哲，第52、第192师），共6个师，12月中旬抵达蚌埠后未及参战。
第一绥靖区（司令官周碞、副司令官孙良诚）辖3个军6个师：第四军（第59、90师）、第二十一军（第145、第146师）、第五十一军（第41、第113师）。第一零七军也在该绥靖区序列。1948年11月16日，刘峙、杜聿明命令第一绥靖区“以有力部队进出泗阳、阻匪东窜”。
徐州剿总在徐州地区直辖：炮兵第八团（邱书砚）、炮兵第十三团（廖馥如）、装甲炮兵团（曾荫槐）、重迫击炮团、工兵第一团（周价）、工兵第二团（周鑫）、工兵第九团（裘树凯）、工兵第十八团某营、通信兵第二团、通信兵第三团、通信兵第八团（傅翔）、铁道第二团（杨植）、战车第一团（蒋纬国/赵志华）、高射炮团、宪兵第二十七团（黄祥烈）、剿总特务团（干城）、辎汽第二十四团（蔡乐沛）、辎汽第二十六团（柳鸿濮）、辎汽第一营（刘奇杰）、空军第二军区（罗机）、空军第三大队（杨孤帆）、第一补给区（刘永煜）、补给指挥所（耿文哲）、苏北师管区（谢铮）、铜山团管区（苗瑞体）、徐州警备司令部（赵富汉/谭辅烈）、战地服务队（郭仲容）、尉官收容队/士兵补训队（韩德考）、青训第三大队（赵承璧）、军官训练队（韩璧生）、干部训练班（主任刘峙，教育长朱岳）、荣管处（冯嶷）、联秘处（腾杰、刘子清）、徐州收支处（盛汉恢）、监察组（王尊五）、津浦铁路运输指挥部（陈绍平）。

## 战役过程

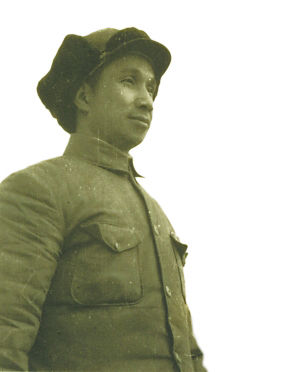
指挥淮海战役时的粟裕

淮海战役共分三个阶段：

### 第一阶段
第一階段，從11月6日至11月22日:2517。
1948年9月底，解放軍集中劉伯承、陳毅、陳賡等部，約50萬人。
11月6日，国军调动華中剿匪總司令部第12兵团进至太和、阜阳地区东援，徐州、蚌埠战场国军兵力增加到70万人。
华东野战军遵照中共中央军委和毛泽东的指示，在眾多民工支援下，于1948年11月6日凌晨发起战役:2517，徐州剿匪總司令部措手不及:368。华野第4、8纵队沿陇海路北侧追击，第1、6、9和鲁中南纵队沿铁路南侧追击，第11纵队和江淮军区部队由南向北直插徐州以东地区，苏北兵团指挥第2、11纵队和中野第11纵队向徐州东南迂回截击，山东兵团政委谭震林、副司令员王建安指挥第7、10、13纵队攻占贾汪、台儿庄地区。
黄百韬兵团原定11月5日開拔，向大運河以西撤退:305。但因接應掩護由海州撤退之第九绥靖区及第四十四军，行動迟滯，以致耽誤兩天:305。於11月7日才按照順序，沿隴海鐵路向西移動:305。第六十三軍則由新安鎮西南之窰灣渡運河西撤:305。運河上只有一座鐵橋，大兵團擁擠一起，加上眷屬行李，以及隨軍撤退之地方行政和黨務人員，無法從橋上迅速通過:305。
11月7日，蔣在黃埔官邸召集軍事會議，會上已接到黃百韜兵團被圍消息，決定以李彌兵團守徐州，令邱清泉、孫元良兩兵團回徐州東進，以解碾莊黃百韜兵團之危:368。由此證明統帥部對於前線情況並不確切了解:368。
11月8日，防守运河一线的第三绥靖区所属两个军部、三个半师，共2万3千余人，在台儿莊、贾汪地区投向中国共产党:2517:307。原駐徐州東北棗莊、台兒莊地區之第三绥靖区所屬第五十九軍、第七十七軍，此時在中國共產黨地下党员、绥靖区副司令官何基沣、张克侠率领，四分之三以上之官兵投向中國共產黨:305。解放軍主力因此得以迅速南下，佔領徐州以東碾莊至曹八集一帶地區，把原駐新安之黃百韜兵團隔絕包圍:368。粟裕後來給中央報告，說戰機就是四小時；如果何基灃、張克俠不投共，就沒有包圍黃百韜的戰機。11月8日，扑向新安镇的华野九纵报告扑了空，这时黄兵团已西撤1个昼夜。粟裕立即命令早前毛泽东要求的山东兵团预留的第十三、第七2个纵队不待谭王命令，急速透过冯治安的第三绥靖区直接南下堵截黄兵团；同时向陈邓及军委报告：「黄已西撤，部队正全力追击，敌有集中徐州决战模样」，「如我们能破坏其集中，即为歼敌良机」。毛泽东后来评价黄兵团出乎意料的提前西撤为「夹生饭，让他们吃下了」。
黃百韜撤退目標，第一步是碾莊，各軍到碾莊會齊後，再往西向八義集，大許家開進:306。因為一座橋不夠用，他令第二十五軍及第一百軍，分別在牛山、砲車兩處佔領陣地，對東、北兩方警戒，掩護第六十三、六十四、四十四3個軍通過運河:306。第六十三军強渡運河一部，也在運河西岸落敗:306。第二十五軍因為掩護友軍，遭受創傷:306。第一百军之第四十四師渡過運河之後，沒有遵令到碾莊集中，直奔八義集，企图为兵团打开撤回徐州通路，但众寡不敌，也被解放軍夾擊殲滅:306。在這場序戰中，黃百韜部即損失五分之一以上兵力:306。
黃百韜於兵團主力渡過運河後，召集各軍長在碾莊開會:306。多數人主張依照兵團既定部署，兼程前進，趁解放軍主力尚未完全通過運河鐵橋之前，撤向大許家。但有人（第六十四军军长刘镇湘）堅持不走，要在碾莊憑藉第十三兵团（即李弥兵团）已設陣地，跟解放军打上一仗再說:306。恰巧国防部来一道电令：大意是黃百韜兵團未過運河，已受挫失，如繼續行進，萬一被解放軍尾追，恐有被擊破之慮:306。當前行止，由黃百韜視狀況自行決定:306。如有必要，在碾莊集結整頓，打退敌人之後再走亦可:306。黃百韜兵團便決定留在碾莊及其附近地區，固守待援:306。华东野战军第一、二、四、六、九、十一、十二、十三、新八等9個縱隊，向黃百韜兵團圍攻猛撲:306-307。
11月9日，杜聿明回到南京，發覺國軍主力還在徐州附近，黃百韜兵團且已被圍:307。前面所說在蚌埠附近決戰之計劃，已經不能實施:307。
黃百韜兵團被圍後，蔣急忙命令國軍徐州剿匪總司令部副總司令兼前敵指揮部司令杜聿明指揮邱清泉、李彌兩兵團由徐州沿隴海路東援；並令孫元良兵團由宿縣撤到徐州，李延年兵團、劉汝明兵團分別由蚌埠地區北上徐州，黃維兵團由駐馬店、確山地區向徐州方向東進:274-275。
11月10日，中央軍委致電陳毅、鄧小平：「你們應集中全力（包括三、兩廣縱）攻取宿縣，殲滅孫元良，控制徐蚌線，斷敵退路，愈快愈好，至要至盼。」:190同日劉伯承率中原野戰軍前線指揮部由河南南部到達安徽濉溪縣臨渙集，同鄧小平和陳毅會合:273。下午，蔣在官邸會報中，核定國防部所提新作戰計劃，並囑杜聿明即刻回徐州指揮執行:307。蔣以親筆致函黃伯韜。
10日當晚，杜聿明即乘專機飛往徐州，因為飛機迷失方向，直到午夜以後才到徐州降落:308。他見劉峙，並聽取主管情報人員有關敵情報告之後，認為目前徐州四周，雖然都有解放軍，但不可能都是敵之主力:308。李弥拿出刘峙命令，执意按计划回撤，拒绝援助，未等黄百韬到达，就主动放弃曹八集撤往徐州。
至此，徐州、蚌埠战场国军兵力增加到80万人。
至此，华野将第七兵团4个军、7个师、7万余人合围于碾莊地区以碾庄圩为中心，南北约3公里，东西约6公里的狭窄地域内。華東野戰軍各縱隊包圍黃百韜兵團於碾莊圩一帶，攻擊猛烈:273。晚，杜聿明帶一批幕僚人員從南京飛抵徐州，指揮會戰:369。中央軍委和毛澤東致電中原野戰軍、華東野戰軍負責人：「只要你們殲滅黃百韜孫元良兩兵團，佔領宿縣及徐蚌段鐵路，徐州就處於我包圍中，就可以準備第二步殲滅邱（邱清泉）李（李彌），奪取徐州。」:197
11月13日，第一綏靖區副司令官兼國軍第一〇七軍軍長孫良誠率該軍軍部和一個師共5,800人，在江蘇睢寧西北投向中國共產黨:1371。下午7时，孫良誠率該軍軍部和二六〇師，向华野第二、第十二、中野第十一纵队投降；该军第二六一师拒降，11月14日被华野二纵四师全歼。
粟裕把华野指挥部设在土山镇东南的火神庙，离碾庄不到30华里。13日粟裕报告军委：“……待寒（14日）至删（15日）晚再行解决”。11月14日晚，粟裕召集主攻碾庄的四、六、八、九、十三、特种兵纵队等各纵队司令员陶勇、王必成（指派副司令员皮定均代替出席）、张仁初、聂凤智、周志坚、陈锐霆，以及山东兵团政委谭震林、副司令员王建安等人开会，检讨初战3天进展缓慢情况。由于从11月6日发起行动起，不分日夜连续急行军追击，围住黄百韬后有连续猛攻几天，部队不仅极度疲劳，加上伤亡惨重，且局限于战场一隅，对继续战斗一度有所犹豫，“在打六十四军时，有些部队发生气馁叫苦，‘伤亡太大了’，‘部队不充实了’，‘不能再打了’。后来军委来了一个准备伤亡十万人的电报，才将这种情绪克服了。”。
11月14日，劉伯承、陳毅、鄧小平致中共中央軍委電報：「黃維兵團集結阜陽、太和後有三種可能：一是暫停觀變，然後決定行動；二是出亳州、渦陽向永城，或出渦陽、蒙城向宿縣；三是東開蚌埠掩護南京。我之方案：㈠如黃維兵團出永城或宿縣，中原野戰軍則集中第一、第二、第三、第四、第六、第九縱隊及華東野戰軍第三縱隊、兩廣縱隊，殲擊黃維兵團為上策。㈡如果華東野戰軍一時尚難殲滅黃百韜兵團主力，而中原野戰軍又不能以第四縱隊及華東野戰軍第三縱隊、兩廣縱隊拉住邱清泉、孫元良兩兵團，則只能以中原野軍第一、第二、第三、第六、第九縱隊全部擔任阻擊黃維兵團之任務，以待華東野戰軍全部消滅黃百韜兵團後，再定行動。㈢如黃維兵團暫在阜陽、太和等第八十五軍，我則監視之。如黃維兵團移蚌埠，我則僅以一部扭敵，第二、第六等縱隊主力移至蒙城地區待機。」:275-276
11月15日，蔣介石專派參謀總長顧祝同與國防部第三廳廳長郭汝瑰飛赴徐州督戰，嚴促劉峙、杜聿明東進，以解黃兵團之圍:8730。
11月15日，刘伯承將徐州、蚌埠之間，位於津浦鐵路線上的宿县攻陷，切断了徐、蚌之間連絡，也阻絕由蚌埠、固鎮、蒙城幾路援軍北進之通路:316。宿县守军第二十五军第一四八师、交警十六总队1.3万余人被歼灭。顧祝同召開軍事會議，決定三路並進，「打通津浦線」:350。
鉴于淮海战役规模越打越大，11月16日18时，中國共產黨中央軍事委員會致电中野刘陈邓、华野粟陈张，告谭王、韦吉、华东局、中原局、豫皖苏分局、华中工委及华北局，指出“中原华东两军必须准备在现地区作战三个月至五个月（包括休整时间在内），吃饭的人数连同俘虏在内将达八十万左右，必须由你们会同华东局、苏北工委、中原局、豫皖苏分局、冀鲁豫区党委统筹解决。此战胜利，不但长江以北局面大定，即全国局面亦可基本上解决。望从这个观点出发，统筹一切。统筹的领导，由刘、陈、邓、粟、譚五同志組成一個總前委，可能時開五人會議討論重要問題，經常由劉陳鄧三人常委臨機處置一切，小平同志為總前委書記。”:231决定由中原野战军司令员刘伯承、华东野战军司令员兼政治委員（同时兼中原野战军副司令员）陈毅、中原野战军政治委員邓小平、华东野战军代司令兼代政治委員粟裕、华中野战军副政治委員谭震林组成淮海战役总前敌委员会（简称总前委，邓小平为书记:256）:2517。
國軍第六兵團是剛編成，由甫從海州撤守之第九綏靖區司令官李延年出任兵團司令官，下轄三個源流不同之第三十九、五十四、九十六軍:316。第八兵团司令官刘汝明，下轄第五十五軍、第六十八軍，是馮玉祥西北軍僅存之一支軍隊，多年來轉戰南北，師老兵疲，劉汝明帶著這些子弟兵，有意無意想保存實力:317。第六兵團和第八兵團欠缺企圖心和攻擊精神，戰鬥力參差:317。國軍統帥部令李延年向北攻擊，收復宿县，前進於11月16日打了一天，受到劉伯承強力阻擊，攻勢便告停頓:317。統帥部乃令黄维兵团迅速前進，先克宿縣，再往徐州:317。徐州国军以邱清泉第二兵团和李弥第十三兵团由徐州东援，协同攻击全力解第七兵团之围，华东野战军展开徐东阻击战。粟裕令华东野战军第7、第10、第11纵队组成阻援兵团，由第10纵队司令员宋时轮、政治委員刘培善统一指挥，在侯集、林佟山至大许家地域，实行正面防御阻击徐州国军东援；以苏北兵团各纵队从徐州东南侧击第二、第十三兵团增援。11月15日，华东野战军阻援兵团主力后撤。为侧击国军第二、第十三兵团后路，当日晚，华东野战军苏北兵团3个纵队自徐州东南房村一带出发，企图经由潘塘镇，向北楔入国军第二、第十三兵团退路。同日下午，国军第二兵团派出第七十四军从徐州向东南潘塘镇，企图迂回至双沟一带，然后向北转进，攻击华东野战军阻援兵团侧背。11月16日凌晨，双方两支同样执行迂回侧击任务的部队在潘塘东南周楼正面相向意外遭遇，战斗开始，双方都认为遭遇对方小股部队，搅在一起战至天亮才发现对方规模。11月17日，因目的暴露战机已失，粟裕遂命令苏北兵团放弃迂回计划退回房村原阵地。但国军由此做出错误判断，徐州剿总大事宣传“徐东大捷”，徐州满街张贴标语，大放鞭炮，並向各方发出通电。
11月18日，國軍第四十四軍第一五〇師師長趙壁光率殘部2,000餘人在碾莊地區投向中國共產黨:1371。
11月19日，劉伯承、陳毅、鄧小平致中央軍委及粟裕等電報：「如果於殲黃百韜後，以七八個縱隊鉗制邱（邱清泉）、李（李彌），以六七個縱隊先打黃維、李延年似為上策。」:144又電：「在目前情況下，特別是李延年、黃維北進的條件下，最好力爭迅速殲滅黃百韜，爾後即將主力集中於徐東、徐南，監視邱、李、孫三兵團，爭取休息十天半月。同時以尚未使用之五個縱隊或三個縱隊用於南線，協同我們殲擊黃維、李延年，這個步驟最為穩當。如我們不這樣，過低估計本身困難，而在南線又無保障兩路大敵不北進的情況下，我們六個縱隊，除四縱外均六個團，九縱只來五個團，平均每縱不到兩萬人，炮兵很弱，故只能用於一處，馬上打邱、李，既無勝利把握，且可能陷入被動。」:145
11月19日，王建安谭震林指挥各纵队向碾庄圩核心阵地总攻，20日晨攻克碾庄圩，全歼第七兵团部和第二十五军大部。至11月22日下午，全歼逃至碾庄以东第六十四军军部的黄百韬以下全部部队。至此，共计歼灭第七兵团5个军10个师10万人(黄兵团按编制应辖5个军12个师约12万人，其中25军148师为宿县守备部队，已于11月15日被中野歼灭；100军19师早已于9月济南战役中即被华野歼灭，为空番号；其余10个师：碾庄包围圈内有4个军7万余人，担负兵团侧翼掩护的六十三军，以及一〇〇军第四十四师等部3万余人已在包围圈外覆没)，第七兵团司令官黄百韬阵亡:2517。据国军方面统计解放军伤亡5.7万多人。中央軍委和毛澤東致電粟裕、譚震林，並告劉伯承、陳毅、鄧小平：「現劉峙依靠黃維（十個師）、李延年（在五十軍未到前是四個師）北上救命，我們覺得南線集中中野三、四縱及葉飛一縱殲滅李延年兵團於宿縣以東地區，是極關重要的一著。李延年殲滅後即可續殲劉汝明或將其驅至蚌埠，則黃維便陷孤立。」:244
11月21日，中央軍委和毛澤東又致電華東野戰軍負責人粟裕等，並告劉伯承、陳毅、鄧小平：華東野戰軍今後一個時期內的主要任務是殲滅李延年兵團，請「從目前起，即將主要注意力及兵力部署的重點放在殲滅李延年三個軍的上面。……只要李延年殲滅，戰局便可改觀。」:258-259至此，中央軍委和毛澤東已改變原來集中華東野戰軍主要兵力在北線打邱清泉、李彌、孫元良3個兵團，在南線集中中原野戰軍主力打黃維、李延年、劉汝明3個兵團之設想，而打算在戰役第二階段將中原野戰軍、華東野戰軍主力集中在南線，殲滅黃維兵團或李延年兵團:278。
11月22日，戰場情況變化明顯；華東野戰軍主力在碾莊圩地區全殲黃百韜兵團，正在向北推進之李延年兵團、劉汝明兵團聞訊畏懼被殲而遲遲不前:278-279。
黃維兵團先頭第十八軍，於11月中旬初到達阜陽，後續部隊亦絡繹開到，它們稍作停休，即向蒙城進發:318。右縱隊于11月15日到達蒙城，左緃隊第十軍同時到達渦河以東之西陽集，皆在渦河南岸:318。夜間，第十八軍完成渡河攻擊部署，在蒙城東、西各10餘里處，選定兩處渡河點，由第十一師和第一一八師分別強攻渡河:318。11月16日拂曉，強渡成功:318。11月19日，最高統帥部嚴電第十二兵團「迅速北進赴援」:320。在蔣介石一再催促下，黃維兵團不顧兵憊糧缺，於11月23日孤軍突進，在南坪集地區與中原野戰軍接戰，並強渡澮河:279。進到南坪集附近，遭到解放軍堅決阻擊，傷亡頗大:350。黃維以其主力強渡浍河，企圖擊破解放軍阻擊，迅援徐州，但是希望完全落空:350。他們渡過渦河後，發現解放軍大縱深陣地，知道已鑽進口袋，乃於11月23日下午命其主力向澮河南岸退縮企圖退到固鎮去和李延年兵團靠攏:350。解放軍趁其混亂之際，猛力合圍，將黃維兵團12萬人馬壓縮在以雙堆集為中心，東西長20華里、南北寬15華里之地區內，形成一個嚴密包圍圏:350。中原野戰軍將從河南確山方向來援之國軍第十二兵團阻止於宿縣西南南坪集地區:2517。

### 第二阶段
第二階段，從11月23日至12月15日:2517。杜聿明率邱清泉、李彌、孫元良兵團被華東野戰軍阻擊在徐州及其周圍地區；李延年、劉汝明兵團被中原野戰軍阻擊在固鎮以南與蚌埠地區；黃維兵團被中原野戰軍阻擊在宿縣西南之南坪集地區:275。
11月23日22時，鄧小平和劉伯承、陳毅致電粟裕和陳士榘、張震，並報中央軍委：「殲擊黃維之時機甚好，李延年、劉汝明仍遲遲不進。因此，我們意見除王張十一縱外，請粟（裕）陳（士榘）張（震）以兩三個縱隊對李、劉防禦，至少以四個縱隊參入殲黃維作戰，只要黃維全部或大部被殲，較之殲滅李、劉更屬有利。如军委批准，我们即照此实行。粟陈张意见亦请速告。」:146。
11月24日11时，粟裕电刘陈邓并告军委，“遵命”11月24日15时，中央軍委和毛澤東覆電劉伯承、陳毅、鄧小平：「㈠完全同意先打黃維；㈡望粟（裕）陳（士榘）張（震）遵劉陳鄧部署，派必要兵力參加打黃維；㈢情況緊急時機，一切由劉陳鄧臨機處置，不要請示」:269。鄧小平和劉伯承、陳毅將總前委指揮部移至宿縣臨渙集以東小李家村，以指揮圍殲黃維兵團:279。
11月25日，第十二兵团被中原野战军集中7个纵队15万人在宿县西南「包围於双堆集地區」:350。11月25日，粟裕致电刘陈邓并报军委，并致韦吉、谭王：“我们完全拥护先集中力量歼灭黄维的作战方针”。粟裕按刘陈邓令部署“至少以四個縱隊參入殲黃維作戰”，派七纵、华野十一纵、冀鲁豫十一纵、十纵参加中野围歼黄维兵团；韦国清吉洛指挥二纵、六纵、十三纵、江淮军区2个独立旅阻击李延年、刘汝明两个兵团北上；华野主力阻援及监视徐州敌动向。此即徐南阻击战。谭震林王建安指挥九个纵队担任徐南阻击任务，把阻击部队分三路
- （山东）兵团部指挥第三纵队、鲁中南纵队、第八纵队为中路集团
- 陶勇、郭化若指挥第一纵队、第四纵队、第十二纵队为东路集团
- 聂凤智、刘浩天指挥第九纵队、两广纵队、冀鲁豫军区部队为西路集团

11月27日拂曉，黄维決定強力突圍:326。此時，第八十五军第一一〇师师长、中國共產黨地下党员廖運周，和解放軍搭上線，準備「阵前起義」，並把黃維打算突圍的秘密告訴解放軍:326。因為事先已有協議，解放軍便在其第四縱隊包圍線上，讓開一條通路，在黃維預定之突圍時間早幾個鐘頭，讓廖運周通過，再把缺口封住:326。黃維和吳紹周誤以為廖師突圍成功，大部隊就跟著行動，被打回來才知道廖運周率部兵變:326。廖運周率第一一〇师師部和2個整團共5,500人，在宿縣西南羅集投向中國共產黨:1370-1371。黃維乘合围尚不严密，以4个师兵力为先头，向东南方全力突围失败，军心不振，只得固守待援。第十二兵團從澮河南北之線，向固鎮方面撤退時，因時間耽誤，解放軍已大量湧至:325。
11月28日，杜聿明奉召飛到南京，參加官邸會議，經過共同研商後，杜聿明為保持高度機密，又單獨向最高統帥作報告請示，決定放弃徐州，由杜聿明率領邱清泉、李彌、孫元良三个兵团，從徐州西側，經永城到渦陽、阜陽地區，以淮河作依托，再向敵軍攻擊，以解黃維兵團之圍:326。同時電令黃維堅守待援，不可輕動:326-327。此一方案確定後，杜聿明即刻飛回徐州，部署行動:327。
11月30日杜聿明放弃徐州，率徐州主力30万人向西南沿永城、涡阳撤退，次日全部撤离徐州。
南线李延年、劉汝明兵团在固縣受阻:350。12月4日，华东野战军將由徐州西逃之杜聿明集團3個兵團:2517（邱清泉第二兵团、李弥第十三兵团、孙元良第十六兵团）包围于永城东北青龙集、陈官庄地区:2518。
第十六兵团協調錯誤，自行突围。华东野战军將突圍之第十六兵團殲滅:2518。12月6日，孫元良兵团主力被歼:383。，
12月8日，華東野戰軍陳毅、栗裕、譚震林以政治部函招降杜聿明、邱清泉、李彌、孫元良，受到拒絕。当天蒋介石日记中写道：“下午研究黄维兵团突围计划。将领气馁胆怯，只想逃命，不知廉耻，痛斥之。”在下一天日记中写道：“本日时刻想望化学炸弹之功效能否济急，最为系念。直至黄昏始运到，而犹未能起货试验也。此实最后之一法，存亡成败皆在于此。上帝佑华，其必能使之有效也。”
12月10日日记写道：“朝课后催询化学弹运制情形”，“下午督导化学弹使用之准备计划，亲临空军指挥部研究”，“手拟黄维函稿，谆谆叮嘱使用化学弹应注意各点及鼓励士气，固守待援也，晚召集化学弹有关人员再三研究，决定明日再准备一日，以期周到无缺也。十时后就寝，今日几乎全力用于化学弹使用之准备工作，忧喜与疑信参半也。”國民革命軍第八十五軍第二十三師師長黃子華，率該師師部和所屬殘部及第二一六師一部、第八十五軍部分直屬部隊1萬餘人，在雙堆集投向中國共產黨:1371。
12月11日日记写道：“晚课后听取化学司今日试验化学弹报告，结果良好为慰。”
12月12日解放军全线发起总攻，当天蒋介石日记写道：“上午与叔铭屡通电话，研究化学弹应否使用，有人绝对反对，故不能绝断。礼拜如常。正午决放弃使用化学弹。”

12月15日，中原野戰軍在華東野戰軍配合下，在宿縣西南雙堆集地區圍歼第十二兵团，俘兵团司令黄维，該兵團（4个军12个师，除第十八军第四十九师未随兵团行动而得幸免，其余11个师中10个师被消灭）一個師（第八十五军第一一〇师）參加中國共產黨陣營:2517。12月15日副司令胡璉與戰一團戰車第二營代營長甘義三之座車，與戰車連副連長周名琴等官兵數人，共乘一車:333。他們單獨突圍逃出（這部戰車為戰車二營突圍指揮車，僅此車有突圍路線地圖及資料），但坦克被解放军擊中，亦受重傷。后遇到未被包围作为后卫的第十八军骑兵团以及第十八军第四十九师(第49师11月22日已奉18军军长杨伯涛命令，直接经罗集向湖沟前进，与李延年汇合，该师因未随兵团一起行动遂未遭包围)，遂把胡璉護送到蚌埠，轉往上海就醫:335。

### 第三阶段

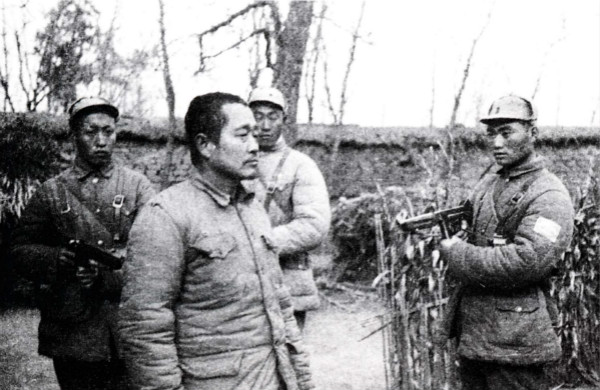
戰敗逃亡後杜聿明被俘時的解放軍新華社照片

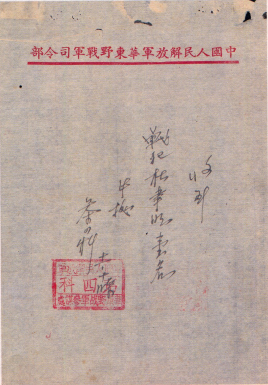
华东野战军参谋处第四科开具的俘虏杜聿明收条

第三階段，從12月23日至1949年1月10日:2518。
12月16日，参谋总长顾祝同电告徐州剿总司令刘峙：
「12兵团业已脱离包围。
为免李延年兵团与匪胶着，希饬以有力一部占领掩护阵地，使该兵团主力与匪脱离。
尔后以有力一部守备淮河，主力集结淮河以南地区机动。」
鄧小平決定主持召開一次總前委會議:285。12月17日晚，鄧小平和劉伯承、陳毅乘車到達華東野戰軍指揮部駐地蕭縣蔡洼村，同粟裕、譚震林會面:286。會議開一整天，主要研究渡江作戰計劃與部隊整編方案:286。
蒋介石于12月18日和20日两次指示刘峙：
「贵总部后方及不必要人员即移江南。
第6兵团指挥第99军、第68军与华中第46军联系，担任女山湖至正阳关、淮河之防务。如遭受强大匪军压迫时，则采取机动作战逐次抵抗以争取时间，尔后以有力一部固守桥头阵地，主力依计划转进到江南预定位置，守备江防。
第20军及第185师着归覃副总司令指挥，清剿南山河以南天盱之匪，限期肃清。
第54军、第39军、第66军（欠第185师）即开南京集结，归汤恩伯总司令指挥，从速完成江防准备。
第28军即控制于滁县、浦口间地区，归汤总司令指挥，立即完成桥头阵地。
第52军之两个师着即日开武进、镇江间归制。」
解放军为配合平津战役，按照中共中央军委统一部署，部队战场休整20天:2518。12月17日，毛澤東寫廣播稿，敦促杜聿明等投降:1369-1370。
12月19日，劉伯承、陳毅帶著總前委研究之意見，前往西柏坡向中共中央彙報；鄧小平從蔡凹村返回總前委駐地小李家村:286。
12月26日，徐蚌戰場被圍困於陳官莊之杜聿明、邱清泉、李彌部，因連日大雪，飛機停止空投，接濟斷絕:8761。12月28日，杜聿明問顧祝同增援徐州之兵力在哪裡時，顧祝同回答說：「現在到處受到牽制，哪裡也調不出兵力。」:350
12月30日，為便於指揮圍殲杜聿明集團，鄧小平率總前委指揮部從宿縣到中原野戰軍指揮部駐地河南商丘:286。
这时，华北国军傅作义集团，已被分割包围于北平、天津、塘沽，歼灭杜聿明已不再影响华北战场之勢态:266。
1949年1月2日，经请示总前委并报军委和毛泽东同意，粟裕、谭震林、陈士榘、张震签发作战命令，决趁杜聿明集团尚未得到充分补给和动摇恐慌之际，发起总攻。首先歼灭较弱的李弥兵团残部，而后趁机扩张战果，歼灭较强的邱清泉兵团残部。具体部署为：
- 东集团：华野第3、4、10纵队、渤海纵队，共9个师，由宋时轮、刘培善指挥；
- 南集团：华野第2、8、11纵队，共8个师（旅），由韦国清、吉洛指挥；
- 北集团：华野第1、9、12纵队，共8个师（旅），由谭震林、王建安指挥。
- 外围堵截部队：华野第13、7、6、鲁中南纵队（共11个师），野战军骑兵团，两广纵队（3个团）并指挥野战军警卫团，冀鲁豫第3军分区基干团，豫皖苏军区独立旅，冀鲁豫军区2个独立旅。

1949年1月5日，第十六兵團司令孫元良自宿縣突圍抵漢口，所部殘餘千餘人，至駐馬店地區:8769。陈官庄包围圈内，以第十六兵团残余兵力组建第一百一十六军，军长谭心（黄埔五期工兵科，原第七十二军副军长）、第287师师长李芝（原233师师长）、第288师师长陈元良(原第34师副师长)。
1月6日，淮海戰役第三階段開始:8770。下午4時起，華東野戰军（以25个师分）東、北、南3個突擊集團同時對河南永城東北之青龙集、陈官庄地区被圍之杜聿明集團发起总攻（另以11个师加2个独立旅外围兜截溃兵俘虏，中原野战军作为总预备队），在2小時內殲李彌第十三兵團萬餘人，攻佔村落據點13個:8770。解放軍在看見招降無效，就發動猛烈總攻，乘國軍疲弱無力，以大膽分割戰術，全面突入，先摧毀外圍據點，續入核心陣地，國軍死裡求生，奮力拚鬥:338。1月9日，第十三兵团大部潰敗，残部撤往第二兵团防区，國軍「雖然出動了救援的飛機，但沒來得及」:185。國軍苦戰到1月10日夜間，終於全線瓦解，结束战斗:338。經4日戰鬥，解放軍全殲第二、十三兩個兵團，徐州剿匪总司令部副总司令兼前进指挥部主任杜聿明被俘:2518。徐州剿匪总司令部前进指挥部副主任兼第二兵團司令官邱清泉陣亡。參與此役之高級將領，僅李弥、孫元良、熊笑三、高吉人等倖獲脫險，杜聿明及其以下軍、師長多人均被俘:338。牺牲之重，堪稱空前:338。是日，蔣介石日記寫道：“杜聿明、邱清泉二將領雖作戰失敗，但其始終聽命，奮鬥到底，實不愧為革命軍人。”
杜聿明稱在战斗最激烈阶段，蒋曾下令使用催淚彈掩护杜聿明部突围。另稱淮海战役最后阶段，杜聿明给南京电报要求投放20万只防毒面具，以率部突围。但是电报落到李克农领导的中共华东局社会部在国民党联勤司令部共產黨间谍人员手里，共產黨间谍拖延缓办，杜聿明一直未收到空投防毒面具，以致全军覆没，自己束手被俘。据蒋经国著《危急存亡之秋》称，国军存徐州化学炮弹未能先期毁灭，均被解放军虏获，轉用以摧毀國軍陣地。

### 尾声
1949年1月11日，蔣見此敗局，當即研討蚌埠部隊南移計劃與日期。具体有刘汝明兵团（55军、68军），李延年兵团（39军、54军、96军、99军），宋希濂兵团（20军、28军），第一绥靖区（4军、21军、51军），南京卫戍司令部（88军、52军），以保南京外围。对于被歼灭部队，兵团、绥区一级全部撤销，二十三个被歼灭军，撤销四个军番号，重建十九个军： 
- 第五军军长熊笑三逃出，该军在闽北整補重建，仍以熊笑三为军长，后又换成高吉人；
- 第七十军军长高吉人负伤后，化妆伤兵逃出，先至后方就医，副军长唐化南升任军长，该军在闽南征补重建；
- 第七十四军军长邱维达被俘，该军定在浙东征补重建，劳冠英任军长；
- 第十二军军长舒荣最初下落不明，该军在浙东征补重建，由曹天戈任军长。后舒荣逃回，仍以舒荣为军长，将曹调任第十三编练司令部副司令官。
- 第二十五军军长陈士章逃出，该军在赣东征补重建，仍以陈为军长；
- 第一百军军长周志道负伤逃出，该军在衡阳征补重建，仍以周为军长；
- 第六十三军军长陈章自戕，该军在粤北征补重建，由该军逃出的副军长刘栋材升任军长；
- 第六十四军军长刘镇湘被俘，该军在海南岛征补重建，以第四军副军长容有略调升军长；
- 第四十四军军长王泽浚被俘，该军在川南征补重建，调国防部副官局局长陈春霖任军长。
- 第十二兵团副司令官胡琏负伤逃出，决定成立第二编练司令部，以胡琏为司令官，督练在浙西赣东重建各军，同年重建第十二兵團。
- 第十八军军长杨伯涛被俘，该军定在赣东征补重建，以曾任第八十八师师长高魁元升任军长；
- 第十军军长覃道善被俘，该军定在上饶征补重建，以肖奎田暂代军长；
- 第十四军军长熊綬春阵亡，该军在湘西征补重建，以逃出的副军长谷炳奎升任军长；
- 第八十五军军长吴绍周被俘，该军在浙西征补重建，以逃出的副军长吴求剑升任军长。
- 第十三兵团司令官李弥化妆逃出，决定成立第十三编练司令部，以李弥为司令官，督练闽西重建各军，后李弥的编练司令部迁到云南。
- 第八军军长周开成被俘，该军在闽西征补重建，由李弥兼任军长，后来第八军随李司令官也到云南。
- 第九军军长黄淑被俘，该军在闽西征补重建，以陸軍總司令部署长徐志勗调任军长。
- 第十六兵团番号保留，兵团司令官孙元良化妆逃出仍以孙为司令官，在川东征补整训
- 第四十一军军长胡临聪被俘，该军定在川东重建，以孙元良兼任军长；
- 第四十七军军长汪匣峰被俘，以第四十一军副军长杨熙宇升任该军军长，随十六兵团在川东补充整训，孙震派系的严翊接替了黄埔系的杨熙宇。
- 第七十二军军长余锦源被俘被释后，该军在川南征补重建，仍以余为军长，后改为国防部第三厅厅长郭汝瑰调任军长,该军亦同时扩编为第22兵团，郭同时兼任兵团司令。1949年12月10日，第22兵团于四川宜宾起义。

## 影响与评论

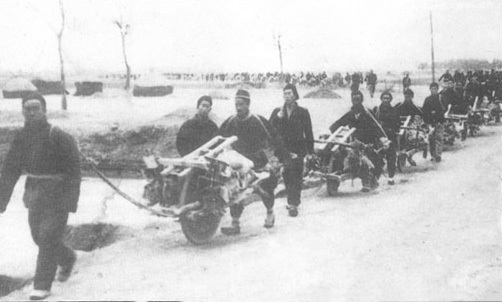
用小推車支援共產黨後勤的農民

中共地下黨員、國防部中將吳仲禧在淮海戰役前，獲得國軍徐州剿總作戰計劃等軍事核心情報，使解放军較早了解國軍全面計劃，對全面部署淮海戰役有重要作用。
淮海战役后，长江以北基本被解放军占领，连续的失败使得蒋介石失去了美国的信任，时任美国驻华大使司徒雷登在1948年10月曾一度向国务卿乔治·马歇尔建议：“劝告蒋委员长退休，让位给李宗仁。”。且在国民党内，李宗仁、白崇禧等主张和谈者以及湖北、河南、广西、湖南四省均通电要求蒋介石下野；中央执行委员除谷正纲等少数人外也一致认为蒋是和谈的主要障碍。在多方压力下，1949年1月21日，蒋介石第三次下野，由李宗仁出任代总统，但蒋介石仍然以中国国民党总裁之身份在幕后掌握实权。
淮海战役中解放军方面有来自山东、河南、安徽、江苏等地农民543万支援前线（支前），河南在淮海战役期间有200多万民工支前，数量上仅次于山东。動員「民工共220餘萬人」；「運集糧食達4億3千多萬斤」:388。民工除修路運糧之外，還協助部隊挖掘交錯縱橫之包圍濠溝，使被圍中之國軍機械部隊動彈不得，在戰役中作用甚大:389。其中随军常备民工22万人，二线民工130万人，后方临时民工391万人；担架20.6万副，大小车辆88万辆，扁擔30.5万副，牲畜76.7万头，船只8,539艘；筹集粮食9.6亿斤，运送到前线的粮食4.34亿斤。
在战役结束后，陈毅总是说：“淮海战役的胜利，是乡亲父老用小车推出来的:209！”粟裕也说过：“华东战场特别是淮海战役的胜利，离不开山东人民的小推车和大连（当时苏军控制）的炮弹:32。”山东的小推车自不必说，在第二次國共內戰中，山东人民有700多万人加入到支前行列，将4亿多公斤粮食及大量作战物资运达前方，保证“兵马未动，粮草先行”，而东北军工企业在1947－1950年4年时间里，共生产日式三八、九四、一二四和美式七五山炮弹54万余发；药筒26万余个；自配M式野山加引信9.5万个，改产掷弹引信55.6万个，修理旧引信16.2万个；生产美式、日式底火60.9万个；雷管24万只，60迫击炮1,430门；冲锋枪1,563支；生产弹体钢3,000多吨，各种型号无烟药450吨。其中，除为辽沈战役提供百余吨炸药外，绝大部分通过大连经海路越过国军的封锁，送到山东半岛东端俚岛的解放军军物资接送站，再由山东支前大军用成千上万辆小推车浩浩荡荡推往华东前线。
解放军占领徐州后，民工以二十天把陇海、津浦线修好，做好了68座铁桥、228座涵洞、220余里铁路:210。
中国人民解放军军事科学院编著的《中国人民解放军全国解放战争史》评价此役的意义为，「人民解放军淮海战役的胜利，给了国民党蒋介石以致命打击，其南线精锐主力丧失殆尽。」相较而言，该著对辽沈战役评价为“沉重打击”，对平津战役未作类似评价。
本戰役對中國乃至世界局勢都有深遠影響，所以歷史學家杜維運說：「國共會戰其實只有三大戰役，而三大戰役其實只有一大戰役。」因為遼瀋會戰和平津會戰解放軍有地利與人和之優勢:122。至此，中國共產黨基本上控制长江以北之华东、中原地区:2518。
杜聿明后来评论淮海战役称：“大厦将倾，一木难支”，形容淮海战役大败非战争之罪，并非国军不能打，而是一个综合历史大趋势之必然结果。
就當時使用兵力及裝備來看，國軍還是居於優勢，如果戰地指揮官企圖旺盛，意志堅強，運用得宜，未嘗不可以取勝:299。只因國軍作戰計劃不定而且不能貫徹，戰地總司令消極保守，各部隊行動部調不一，才致為解放軍所乘而敗陣:299。解放軍則戰略戰術配合良好，劉伯承和陳毅協調密切，在戰術行動上依舊使用其慣用戰法，集中絕對優勢兵力，圍點打援，逐一擊破國軍獲勝:299。

## 艺术作品
- 《车轮滚滚》：长春电影制片厂1975年出品，主要讲述淮海战役中“支前”民工的故事。
- 《淮海战役》：八一电影制片厂1991年出品，是重大革命历史题材主旋律电影“大决战”三部曲系列中的第二部。
- 《集结号》：华谊兄弟影业有限公司2006年摄制，電影前半部剧情以淮海戰役中中原野战军阻击战爲背景。
- 《太平輪》：吳宇森導演，2014年和2015年上映，電影上集的後半部剧情以淮海戰役爲背景。

## 外部連結
- 台灣啟示錄 1949徐蚌會戰 （页面存档备份，存于）
- 央視官方頻道 - 黃百韜殲滅战 （页面存档备份，存于）
- 央視官方頻道 - 宿縣奪取战 （页面存档备份，存于）
- （英文）THE CONCEPT OF OPERATIONS FOR THE HUAI-HAI CAMPAIGN （页面存档备份，存于）